# Bornholm

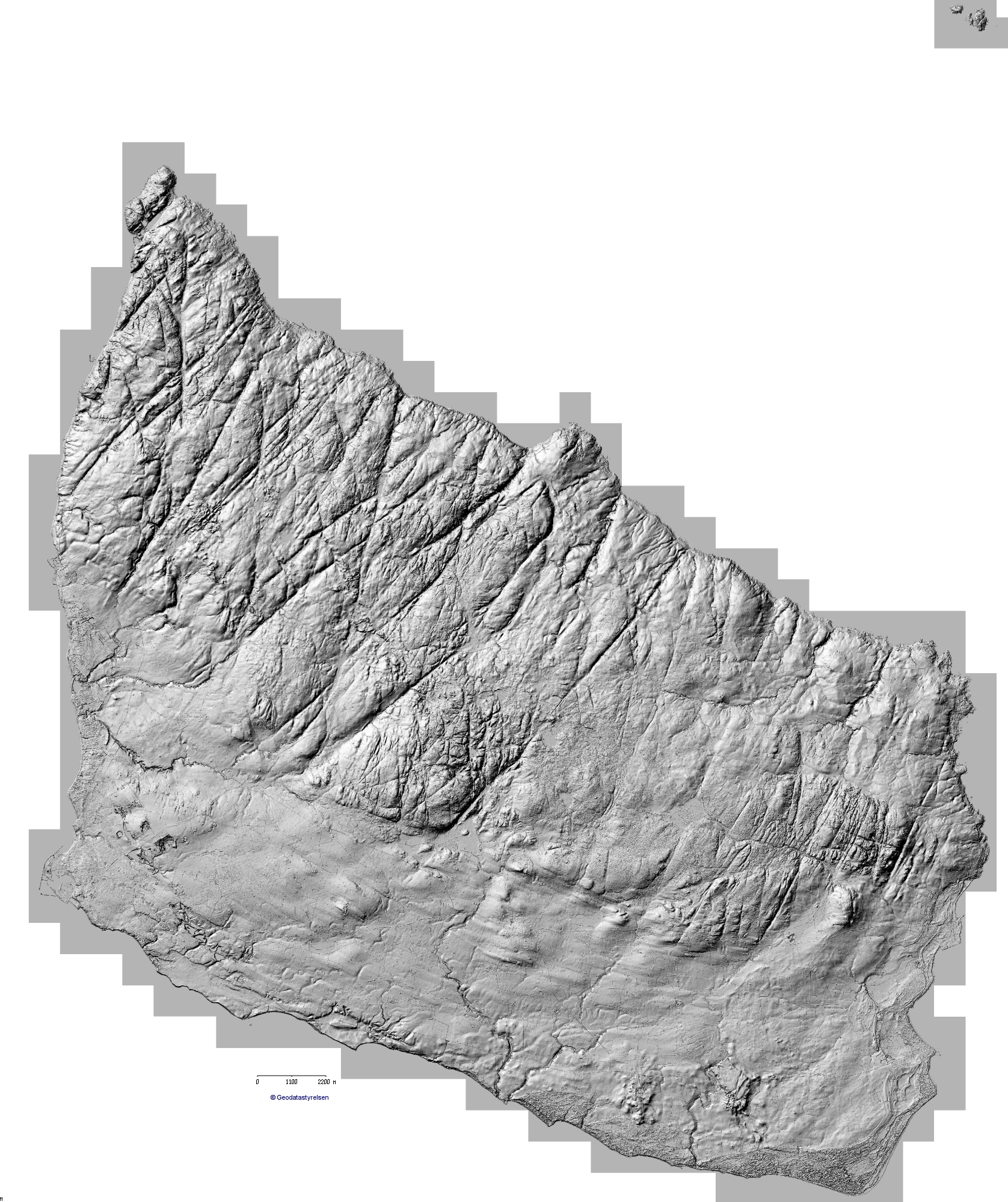
Bornholm – Reliefkarte

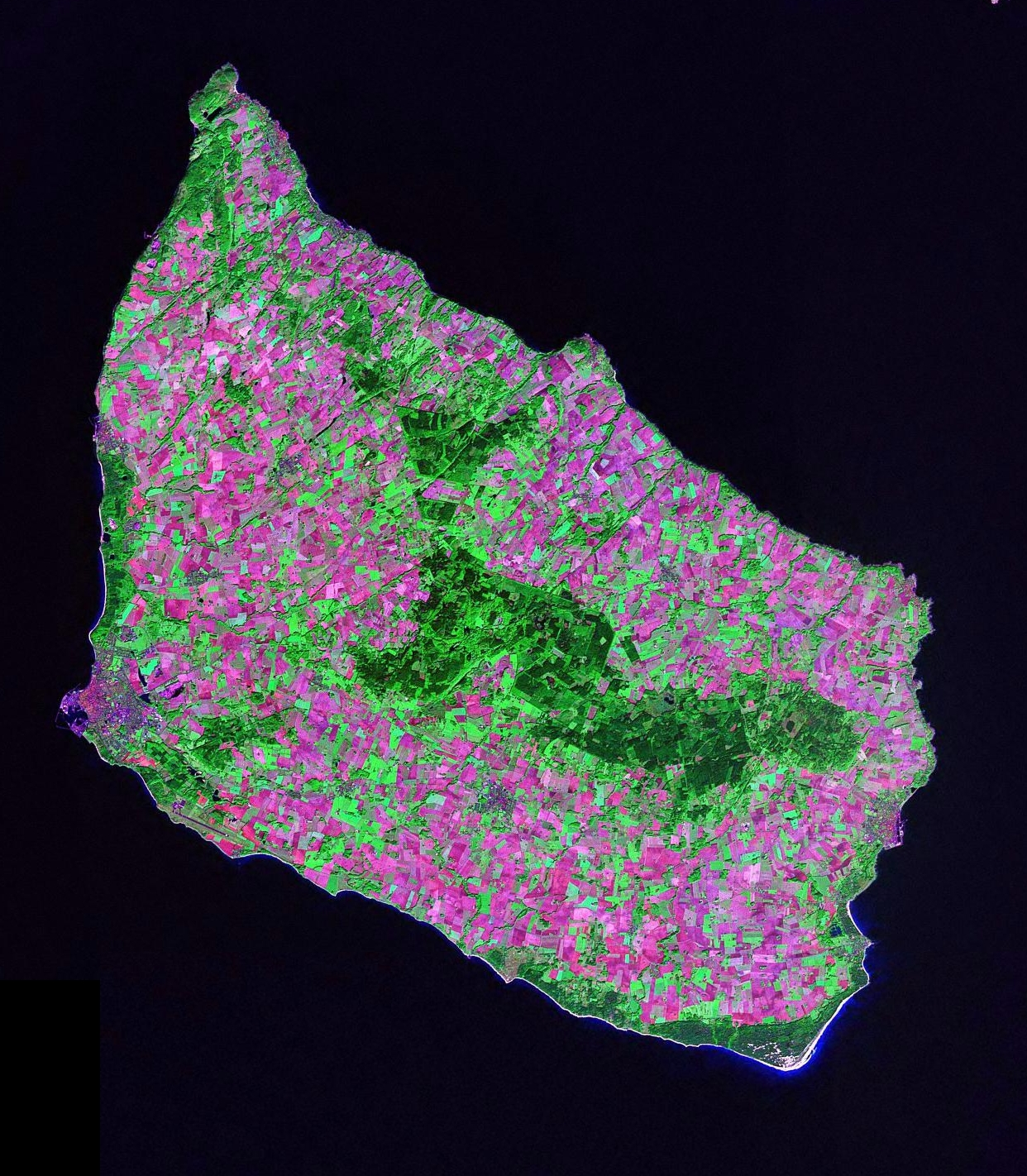
Bornholm – Satellitenaufnahme der NASA

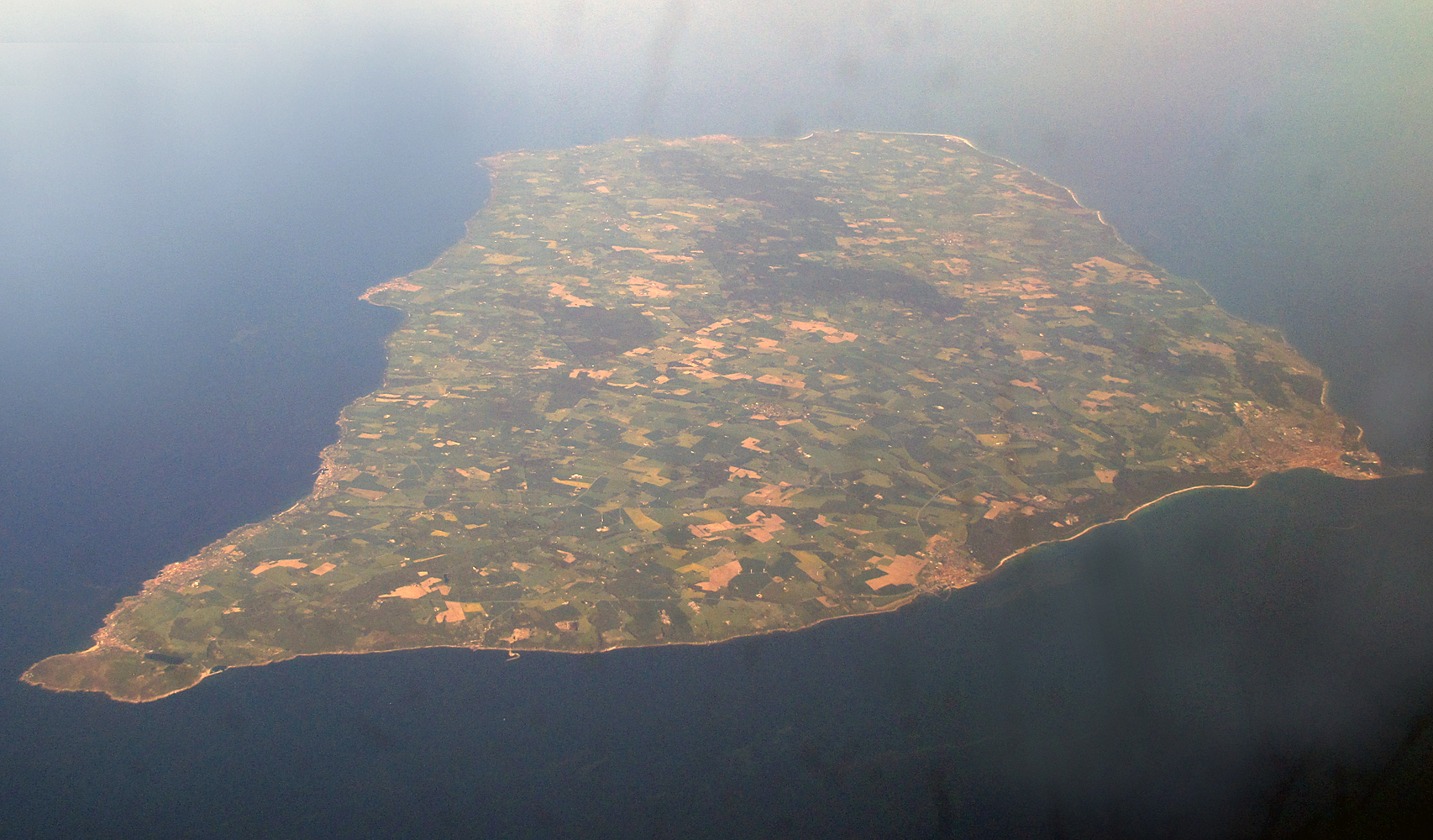
Bornholm, Schrägluftbild

Bornholm [-ˈhɔlm] (dänische Aussprache: [bɔʀnˈhɔlʔm]) ist zusammen mit sechs unbewohnten kleinen Nebeninseln (insgesamt elf Hektar) die östlichste Insel und Gemeinde Dänemarks. Die Ostseeinsel liegt zwischen dem schwedischen Schonen und der polnischen Woiwodschaft Westpommern, etwa 150 km östlich von Kopenhagen und 85 km nordöstlich von Rügen. Die Südküste Schonens (Schweden) ist etwa 35 km entfernt. Die Insel hat 38.966 Bewohner (1. Januar 2025), die teilweise Bornholmsk, einen ostdänisch-schonischen Dialekt, sprechen.
Die nahegelegenen Schäreninseln Christiansø und Frederiksø gehören zu keiner Kommune, sondern werden als einzige Gebiete Dänemarks direkt vom Verteidigungsministerium verwaltet. Sie bilden jedoch zusammen mit Bornholm einen Landsdel („Landesteil“), den Landsdel Bornholm.

## Geographie
Die Insel Bornholm ist 588,3 km² groß. Sie ist in Nordwest-Südost-Richtung 40 km lang. Die größte Breite in Südwest-Nordost-Richtung beträgt 30 km. Die Insel bildet mit der Ostsee eine 158 km lange Küste. Die Oberflächenform der Insel entspricht einem leicht gewellten Hügelland, das allseits zu seiner höchsten Höhe im Inselinneren, dem 162 m hohen Rytterknægten, ansteigt. Zwischen Tein und Gudhjem, ganz in der Nähe vom Bornholmer Kunstmuseum, liegt im Døndalen der höchste Wasserfall Dänemarks, der 22 m hoch ist.
Die Landschaftsformen wurden weitgehend im Quartär während der vergangenen Kaltzeiten durch den Einfluss der Gletschereismassen gebildet. Das Vorrücken der Gletscher nach Süden führte zu einem starken Gesteinsabtrag und zur Herausbildung der heutigen Wellenform der Insel.
An das Vorhandensein von Gletschern erinnern noch die teilweise zentimetertiefen Kritzungen im Gestein, die durch Gesteinsmaterial entstanden, das von den Gletschern mitgeführt wurde. Einzelne Blöcke, die der Gletscher nach dem Abschmelzen hinterließ, sogenannte Findlinge wie der Bobbestenen, sind ebenfalls an vielen Stellen der Insel zu finden. Manche wackeln auf ihrer Unterlage und werden daher Rokkesten (deutsch: „Wackelstein“) genannt.
Durch den stärkeren Abtrag an Gesteinsklüften, Gesteinswechseln und Verwerfungen entstanden zahlreiche Schluchten, die meist in Südwest-Nordost-Richtung verlaufen. Prägnante Beispiele für Schluchten sind das Ekkodalen unterhalb des Rytterknægten, das Kløvedal nördlich der Almindingen und das Dovredal südwestlich Paradisbakkerne. Die Schluchten Bornholms wurden nach dem Gletscherrückzug durch Schmelzwasser erweitert.
Am Ende der Eiszeit ins Meer abfließendes Schmelzwasser verursachte auch die im Norden von Bornholm befindlichen schmalen, tief eingeschnittenen Schluchtentäler. Zu ihnen zählen insbesondere die zu durchwandernden Täler Døndalen, Kobbeå (südöstlich von Gudhjem) und Gyldenså (westlich von Listed). Blickt man von einem an das Tal angrenzenden Feld über das Tal, so sieht man nur ein grünes Band, das von den aus dem Tal herausragenden Baumkronen gebildet wird. Das Tal befindet sich 20 bis 30 Meter tiefer, unterhalb des Betrachters.
Wegen Bornholms felsiger Landmasse ist seine Küste meist Steilküste und Felsküste. Die Felsen brechen oft senkrecht ins Meer ab. Die höchsten Klippen befinden sich südlich von Hammerhus. Die Felsen an der Falkenschlucht (Falkeslugten) sind über 40 Meter hoch. Die Helligdoms-Klippen (Helligdomsklipperne) bei Tejn erreichen 22 m Höhe. Über 20 m hoch sind auch die Granitklippen von Jons Kapel bei Vang. Ausgedehnte, flach ins Meer auslaufende helle Sandstrände befinden sich nur an der Südostecke entlang der Orte Dueodde, Snogebæk und Balka.

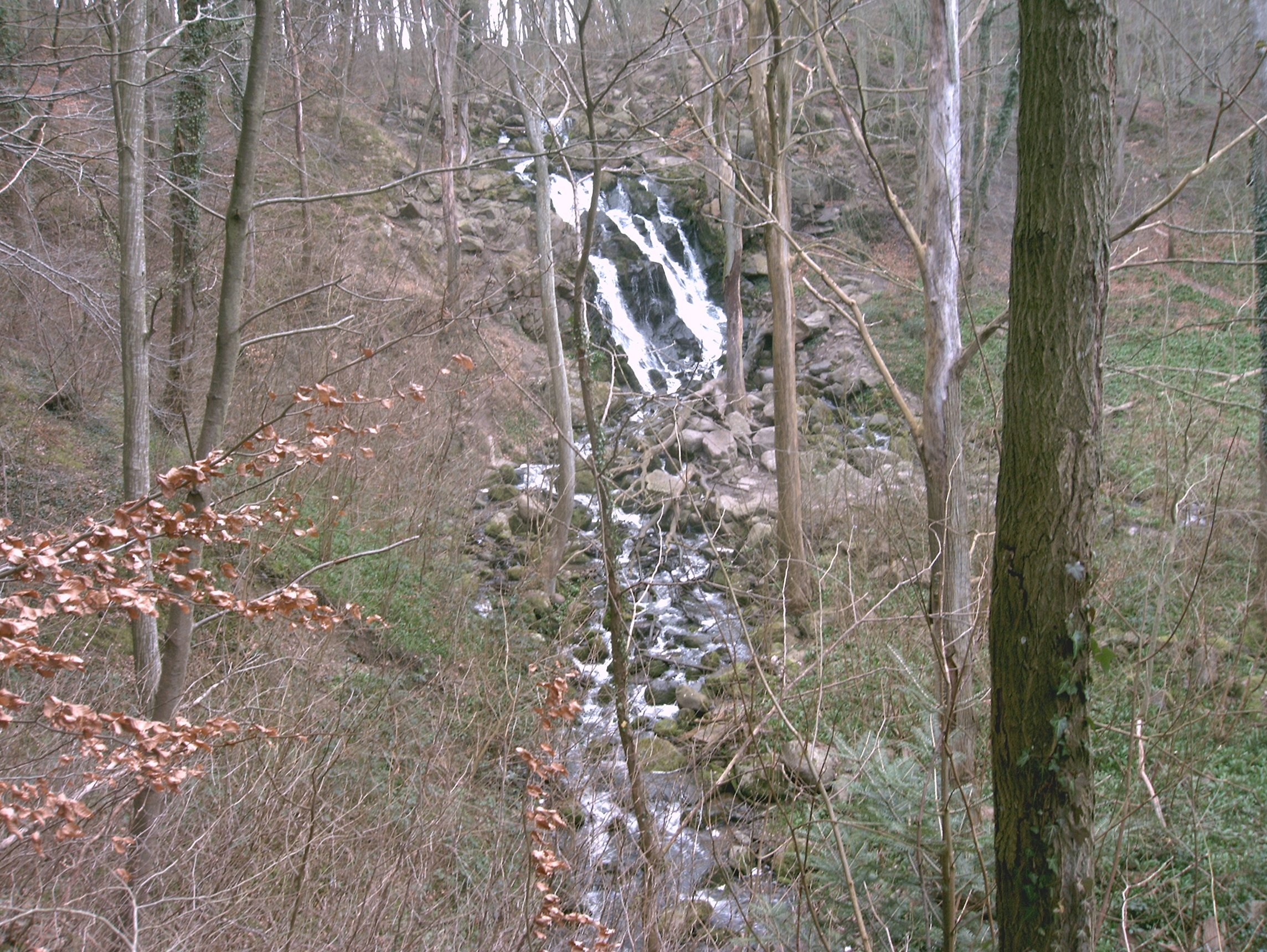
Døndalen-Wasserfall
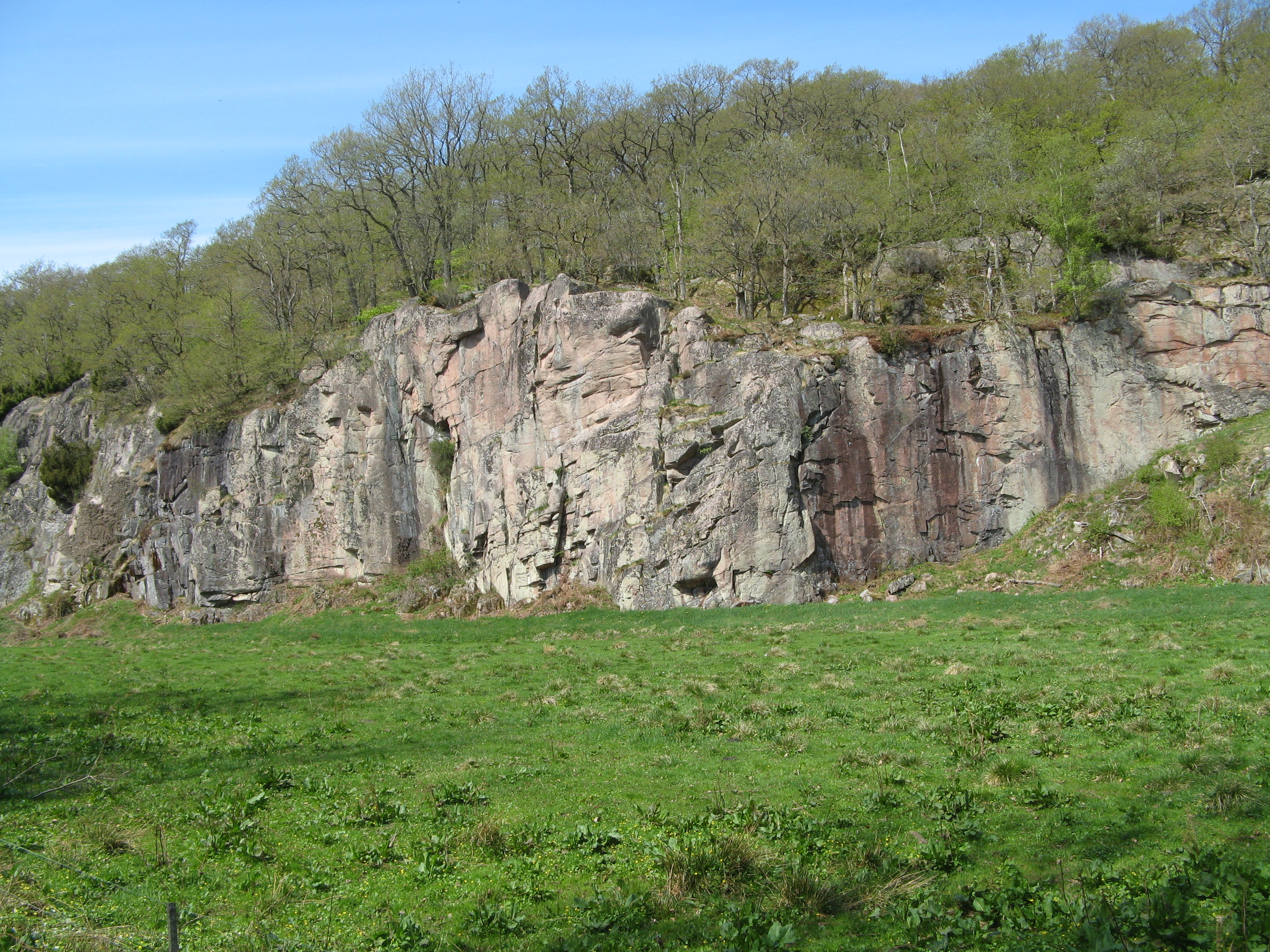
Ekkodalen
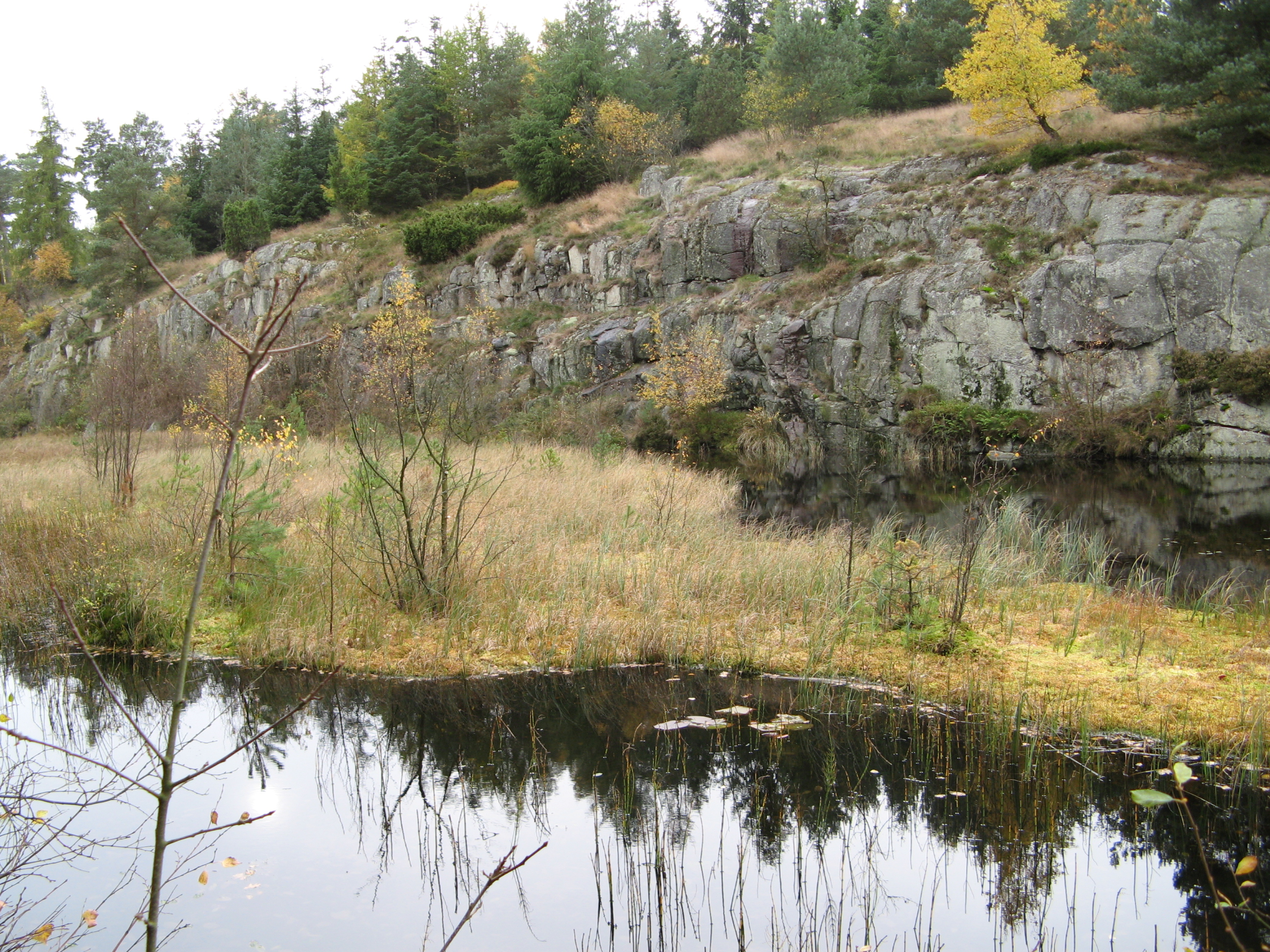
Paradisbakkerne
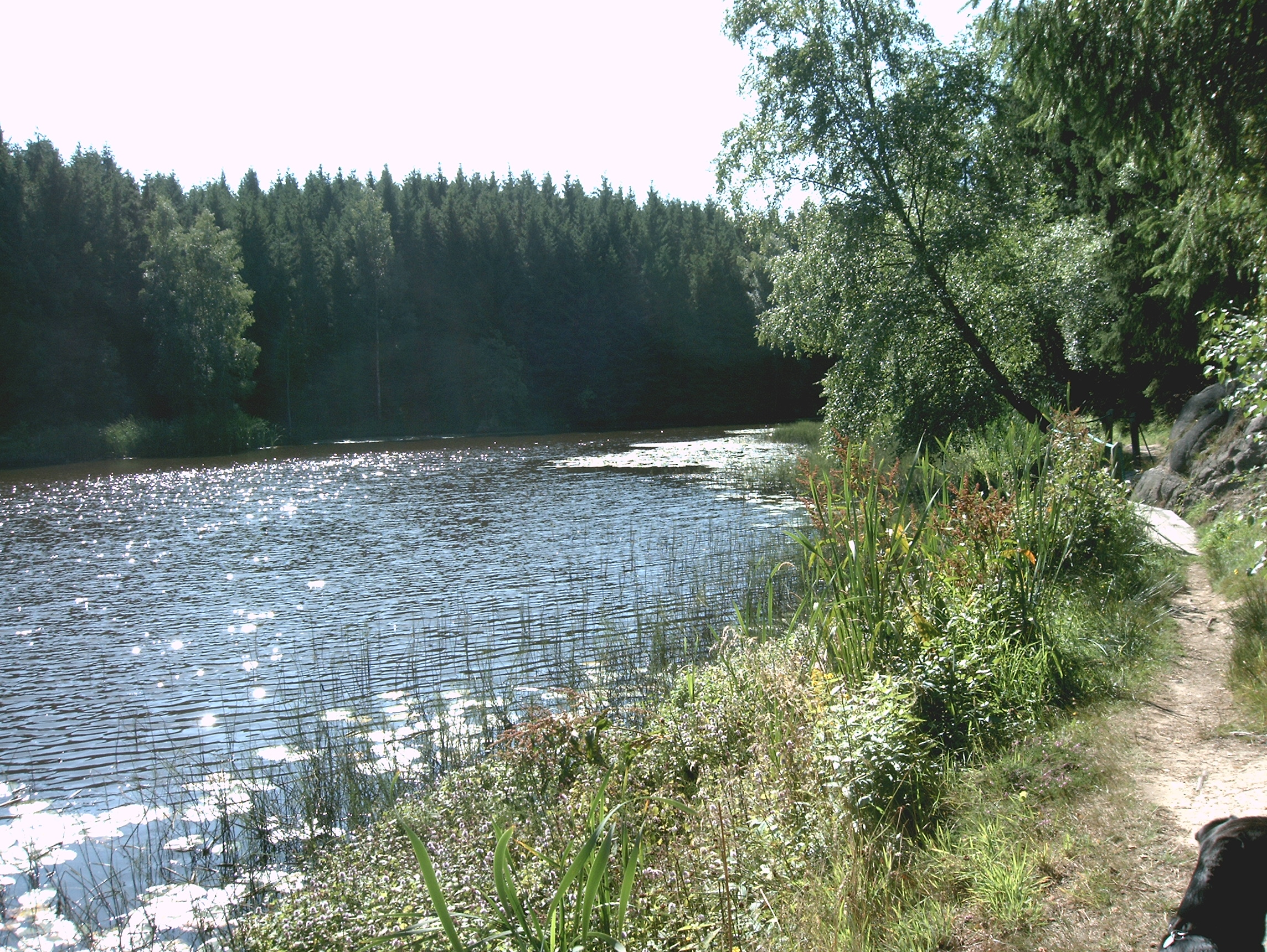
Rø Plantage
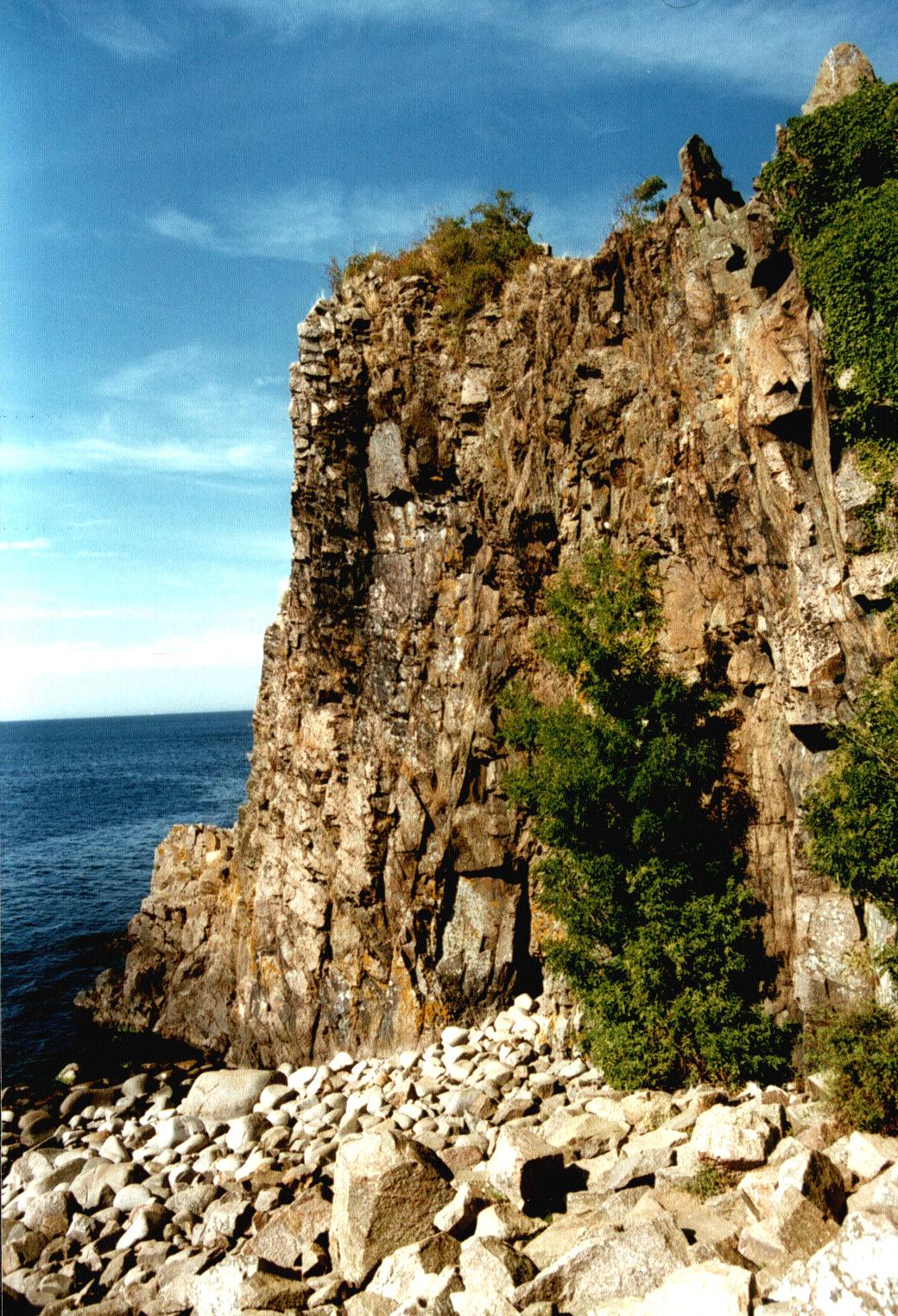
Felsküste bei Jons Kapel
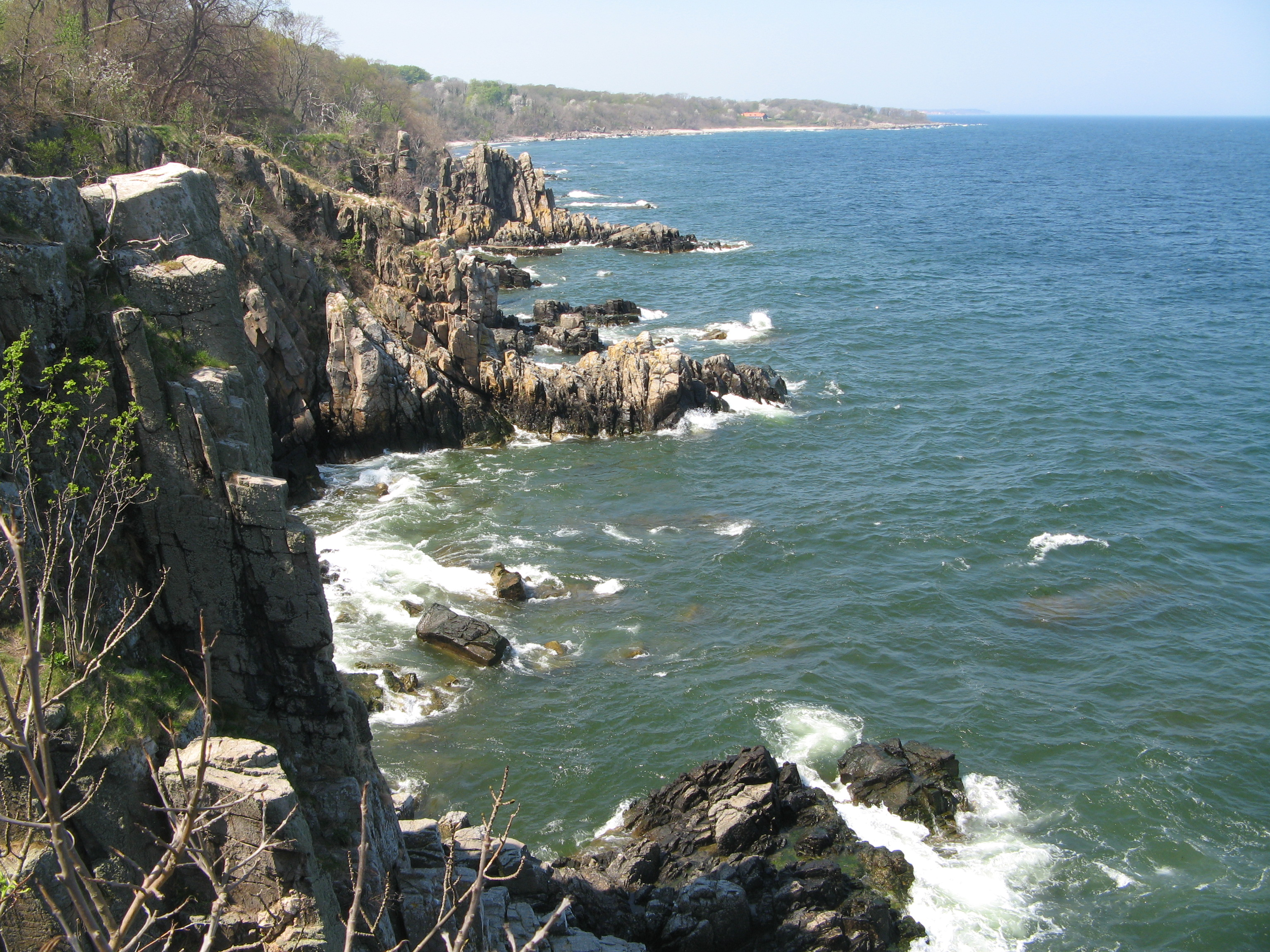
Helligdomsklipperne
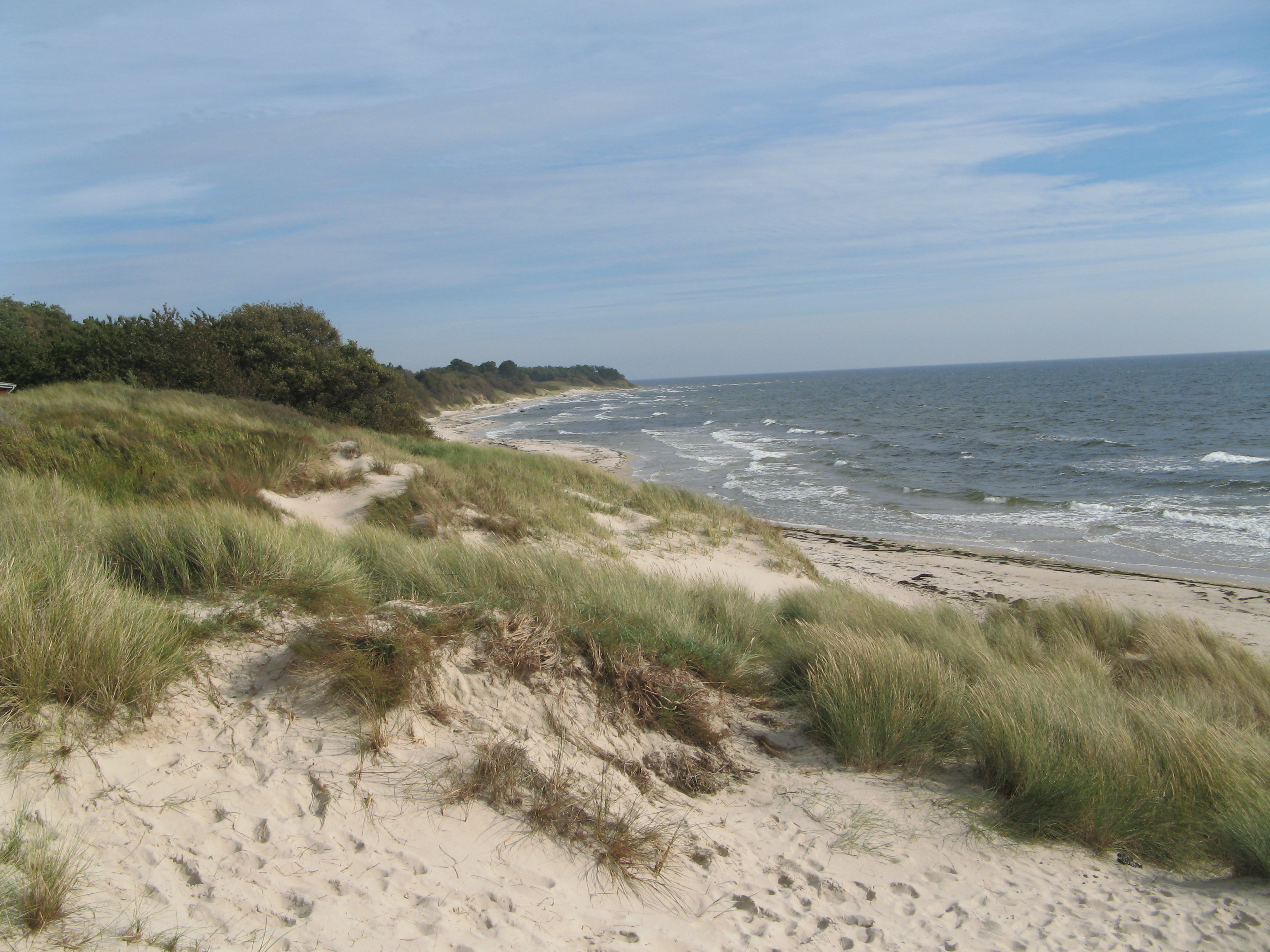
Dueodde
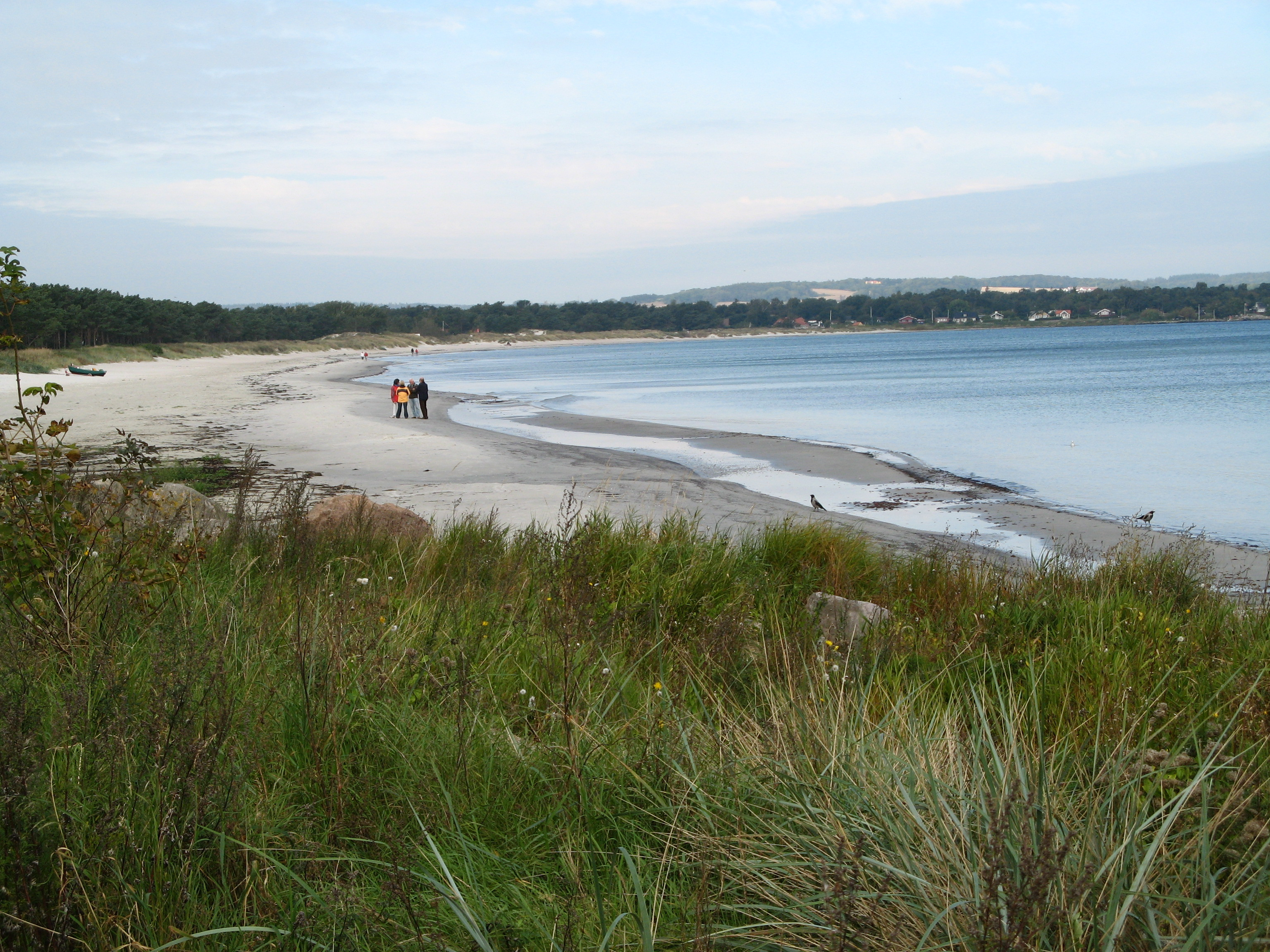
Snogebæk – Balka

## Klimadaten
|                        | Jan  | Feb  | Mär  | Apr | Mai  | Jun  | Jul  | Aug  | Sep  | Okt  | Nov | Dez |   |      |
| Mittl. Temperatur (°C) | 0,1  | −0,3 | 1,5  | 4,9 | 10,1 | 14,6 | 16,6 | 16,7 | 13,5 | 9,5  | 5,4 | 2,0 | ⌀ | 7,9  |
| Mittl. Tagesmax. (°C)  | 1,9  | 1,7  | 3,7  | 8,0 | 13,8 | 18,0 | 19,5 | 19,7 | 16,1 | 11,9 | 7,3 | 3,8 | ⌀ | 10,5 |
| Mittl. Tagesmin. (°C)  | −1,7 | −2,4 | −0,8 | 1,7 | 6,3  | 10,8 | 13,1 | 13,1 | 10,5 | 7,0  | 3,3 | 0,0 | ⌀ | 5,1  |
|                        |      |      |      |     |      |      |      |      |      |      |     |     |   |      |
| Niederschlag (mm)      | 51   | 32   | 40   | 37  | 37   | 42   | 55   | 55   | 63   | 60   | 76  | 62  | Σ | 610  |
|                        |      |      |      |     |      |      |      |      |      |      |     |     |   |      |
| Sonnenstunden (h/d)    | 1,2  | 2,1  | 3,4  | 5,6 | 7,7  | 8,0  | 7,2  | 6,7  | 4,6  | 2,8  | 1,5 | 1,1 | ⌀ | 4,3  |
|                        |      |      |      |     |      |      |      |      |      |      |     |     |   |      |
| Regentage (d)          | 11   | 7    | 9    | 7   | 7    | 6    | 8    | 8    | 9    | 10   | 12  | 12  | Σ | 106  |

| −1,7 |

| −2,4 |

| −0,8 |

| 1,7 |

| 6,3 |

| 10,8 |

| 13,1 |

| 13,1 |

| 10,5 |

| 7,0 |

| 3,3 |

| 0,0 |

| −1,7 |

| −2,4 |

| −0,8 |

| 1,7 |

| 6,3 |

| 10,8 |

| 13,1 |

| 13,1 |

| 10,5 |

| 7,0 |

| 3,3 |

| 0,0 |

| N i e d e r s c h l a g | 51  | 32  | 40  | 37  | 37  | 42  | 55  | 55  | 63  | 60  | 76  | 62  |
|                         | Jan | Feb | Mär | Apr | Mai | Jun | Jul | Aug | Sep | Okt | Nov | Dez |

Im Dezember 2010 wurden nach einem Schneesturm auf der gesamten Insel Schneehöhen von (im Minimum) 146 Zentimeter erreicht. Schneewehen türmten sich bis zu 6 Metern auf.

## Geologie

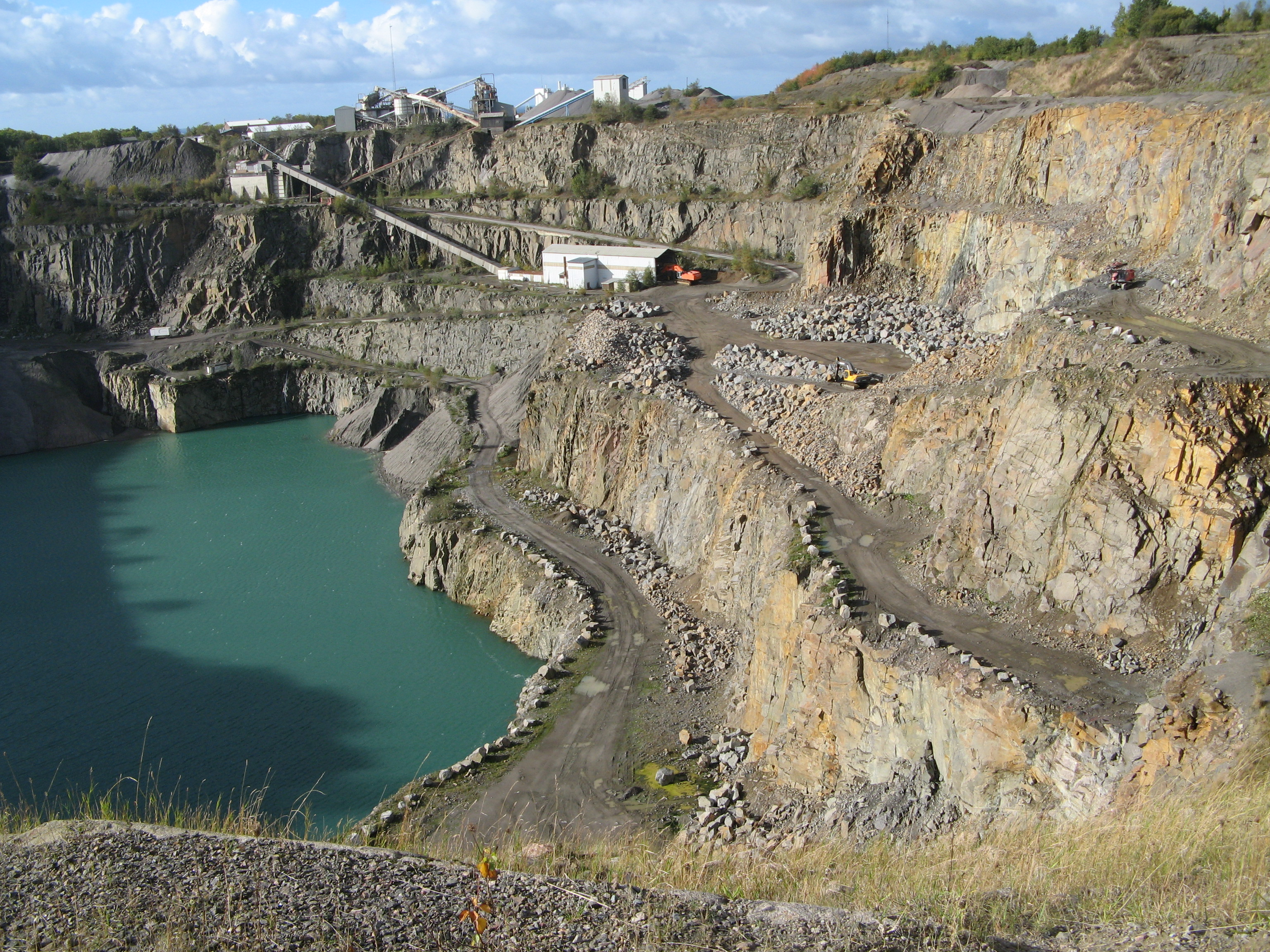
Granitbruch Klippeløkken bei Knusker

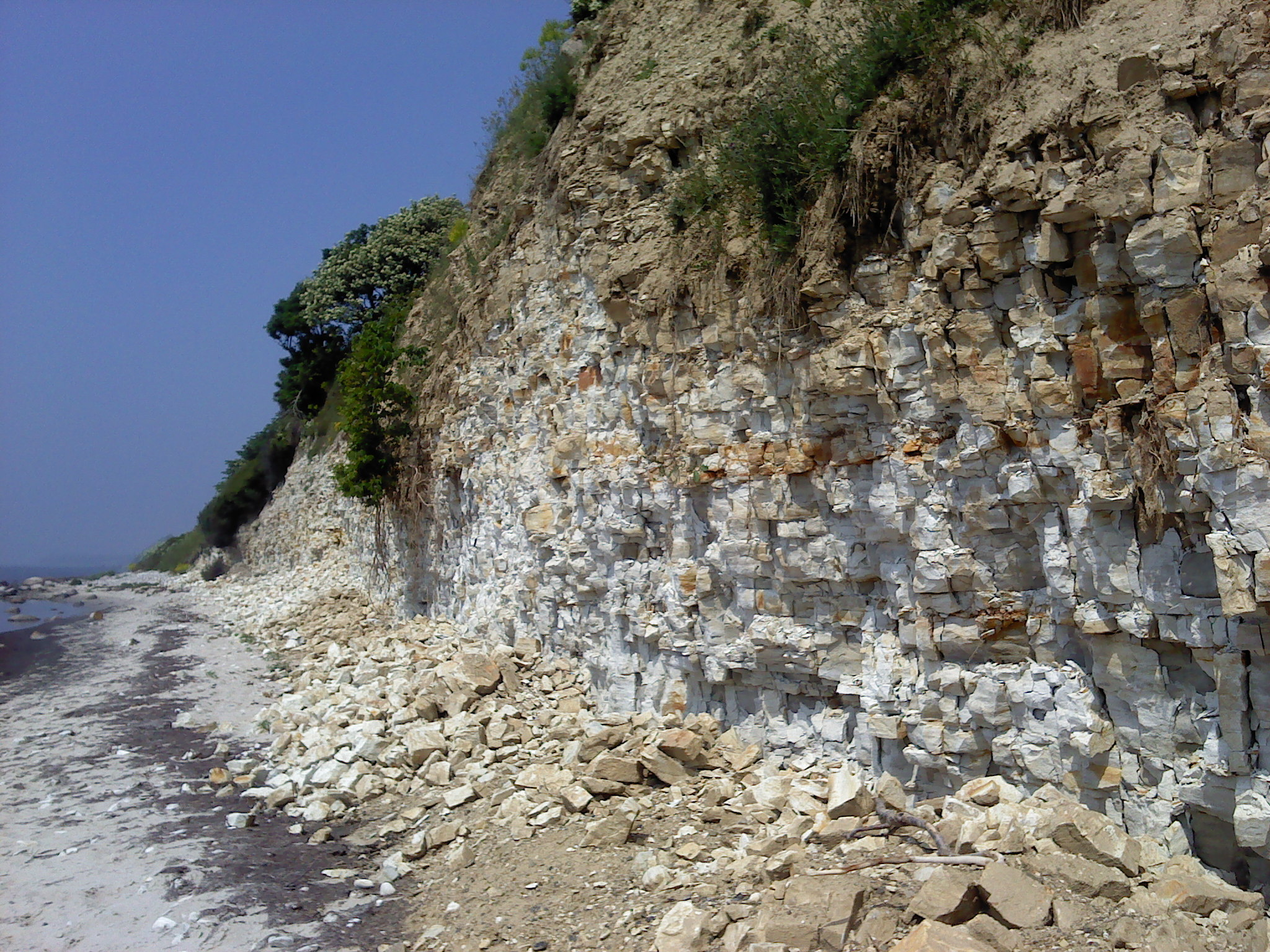
Arnager Kreideküste

Der Gesteinsaufbau Bornholms wird im Gegensatz zum gesamten Rest Dänemarks überwiegend von präkambrischen Grundgesteinen geprägt. Diese bilden eine geologische Einheit mit Südschweden.
Der oberflächennahe geologische Untergrund des Zentrums und des Nordens der Insel wird von präkambrischen Gneisen und Graniten gebildet. Bei den Graniten sind Hammergranit, der den Hammeren im Norden und Bereiche des Inselinneren westlich von Vestermarie bildet, Vanggranit in einem Gürtel südlich des Hammeren, Svanekegranit an der Nordostspitze sowie Paradisbakkegranit am Paradisbakkerne im Osten der Insel zu unterscheiden. Kleine Areale im Süden der Insel werden auch vom dunklen Rønne-Granit eingenommen. Das geschätzte Alter wird mit 1,4 Milliarden Jahren angegeben. Die meisten dieser Gesteine sind als Leitgeschiebe auch in Norddeutschland und Nordpolen sehr häufig zu finden. Die beiden größten Findlinge Norddeutschlands, der Buskam auf Rügen besteht aus Hammergranit.
Der dunkle Rønne-Granit wird heute noch in zwei großen Gruben bei Knudsker (Klippelökken) abgebaut.
Die Gesteine im Süden Bornholms sind Verwitterungsreste und Sedimentgesteine jüngeren Datums. Der Südosten wird von paläozoischen Schiefern gebildet. Dabei handelt es sich um marine Sedimentgesteine aus dem Kambrium, Ordovizium und Silur. Deren Alter liegt somit zwischen 540 und 430 Millionen Jahren. Mesozoische Lehme und Sandsteine bilden den Übergang zum Grundgestein bei Nexø und Åkirkeby bzw. den gesamten Südwesten der Insel bei Rønne. Sie entstammen überwiegend der Jura- und Kreidezeit vor 190 bis 70 Millionen Jahren. Großflächige quartäre Ablagerungen treten vor allem in Form von Sanddünen im Südosten Bornholms bei Dueodde auf. Kalkstein ist auf Bornholm selten und tritt kleinflächig in Form des Arnagerkalks aus der Oberen Kreidezeit im Süden der Insel auf.
Fossile Reste der Lebewelt des zur Zeit des Kambrium und Ordovizium bestehenden Meeres finden sich zahlreich in den Schiefern im Inselsüden. Verbreitet treten Graptolithen und Trilobiten auf. Im Jahre 2006 wurden an der Westküste zwischen Hasle und Rönne die 170 Millionen Jahre alten Spuren von zwei Dinosaurierarten gefunden. Bereits 2002 fanden Forscher den 135 Millionen Jahre alten Zahn eines Velociraptor.

## Vegetation, Flora und Fauna
Potentielle natürliche Vegetation des größten Teils der Insel Bornholm sind Rotbuchenwälder bodensaurer Standorte (Luzulo-Fageten). Insbesondere auf Felsen in Südhanglage sind Buchen und Traubeneichen-Trockenwälder bodensaurer Standorte zu erwarten. An steilen Nordhängen und in Schluchten mit luftfeuchtem Klima treten von Natur aus Schluchtwälder aus Berg-Ahorn, Bergulme und Gemeiner Esche auf. Nadelholz ist von Natur aus außerhalb der Kiefernwälder auf den Dünensanden bei Dueodde nicht zu erwarten.

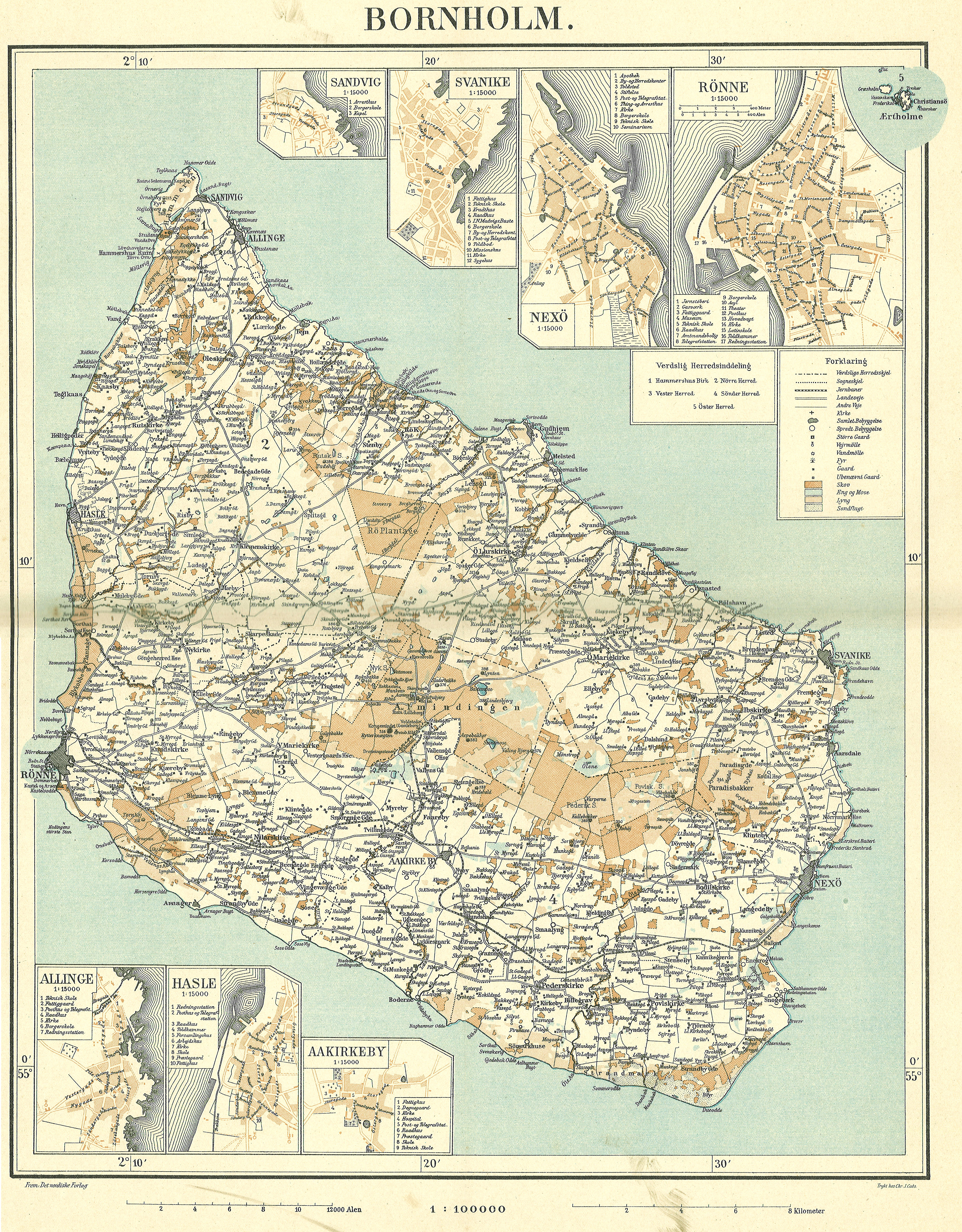
Bornholm ca. 1900

Durch die intensive Landnutzung wurde die natürliche Vegetation stark verdrängt. Naturnahe Wälder sind bis auf wenige Reste von Bornholm verschwunden. Intensiv genutztes Ackerland bildet seit Jahrhunderten einen Ring um das Inselinnere. Dort, auf der ehemaligen Allmende (Almindingen), wurde früher das Vieh gehütet. Durch die Waldweide wurde der Wald immer weiter zurückgedrängt, ebenso durch die Ausbeutung des Waldes für den Schiffbau. Dennoch ist der Almindingen noch immer das zweitgrößte zusammenhängende Waldgebiet Dänemarks. Die dort entstandenen Heide(Lyng)-Flächen (siehe Karte von Bornholm um 1900) wurden erst später, nach Entstehen einer geordneten Forstwirtschaft, mit nicht standortgerechten und meist fremdländischen, aber schnellwüchsigen Nadelhölzern wieder aufgeforstet. Daraus sind die Plantagen, die Forste der Insel, hervorgegangen. Nur kleine Heideflächen, natürliche Niedermoore und Moorseen (beispielsweise Bastemose und Olene) sind im Almindingen übrig geblieben.
Ein großes zusammenhängendes Küstenheidegebiet ist der Hammeren im Norden.
Die freilebende Tierwelt auf Bornholm beschränkt sich – bezogen auf die größeren Säugetiere – auf Rehe, Hasen und Igel sowie Wisente, die in einem großen, begehbaren Freigehege leben und nach einer Eingewöhnungszeit in die Freiheit entlassen werden sollen. Knochenfunde belegen, dass hier schon Rentiere, Biber, Marder und Wildschweine gelebt haben. Es wird angenommen, dass diese Tiere am Ende der Eiszeit, als Bornholm noch Teil des europäischen Festlandes war, in diese Region kamen oder auch während strenger Winter von Schweden über das Eis kamen. Der heutige Rehbestand wurde im 19. Jahrhundert eingeführt.

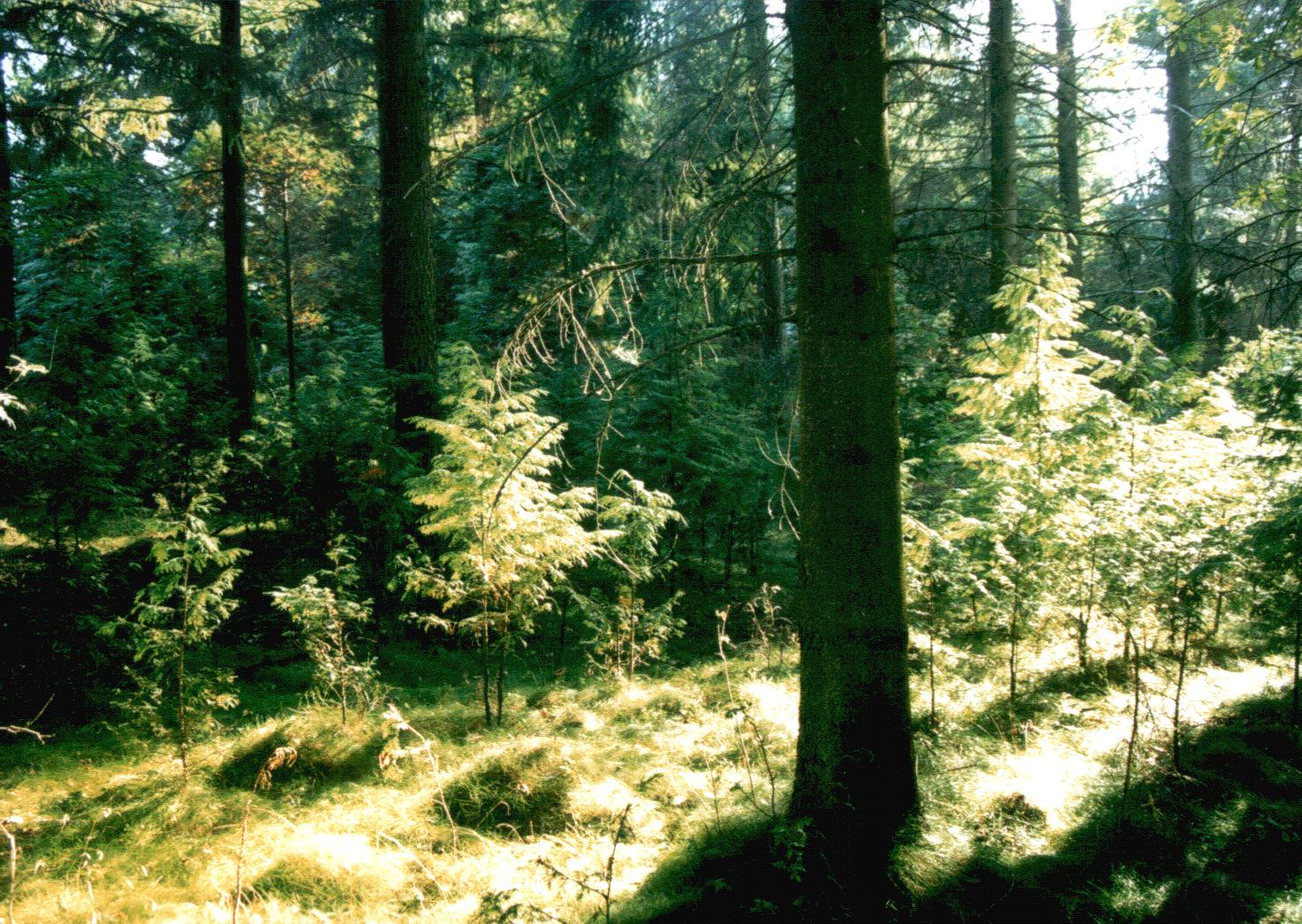
Nadelholz-Forst am Hallebakke, Almindingen
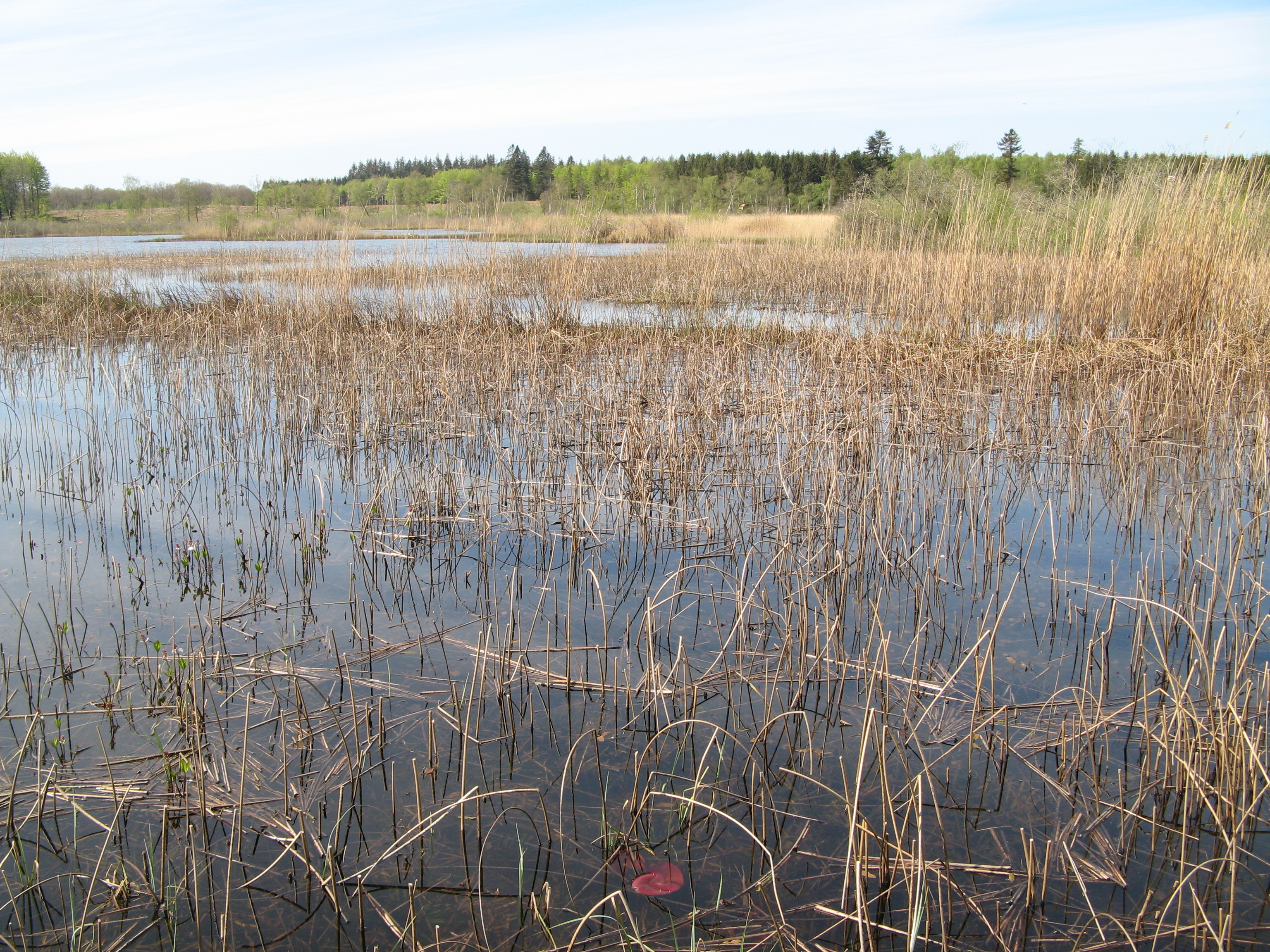
Bastemose, Almindingen
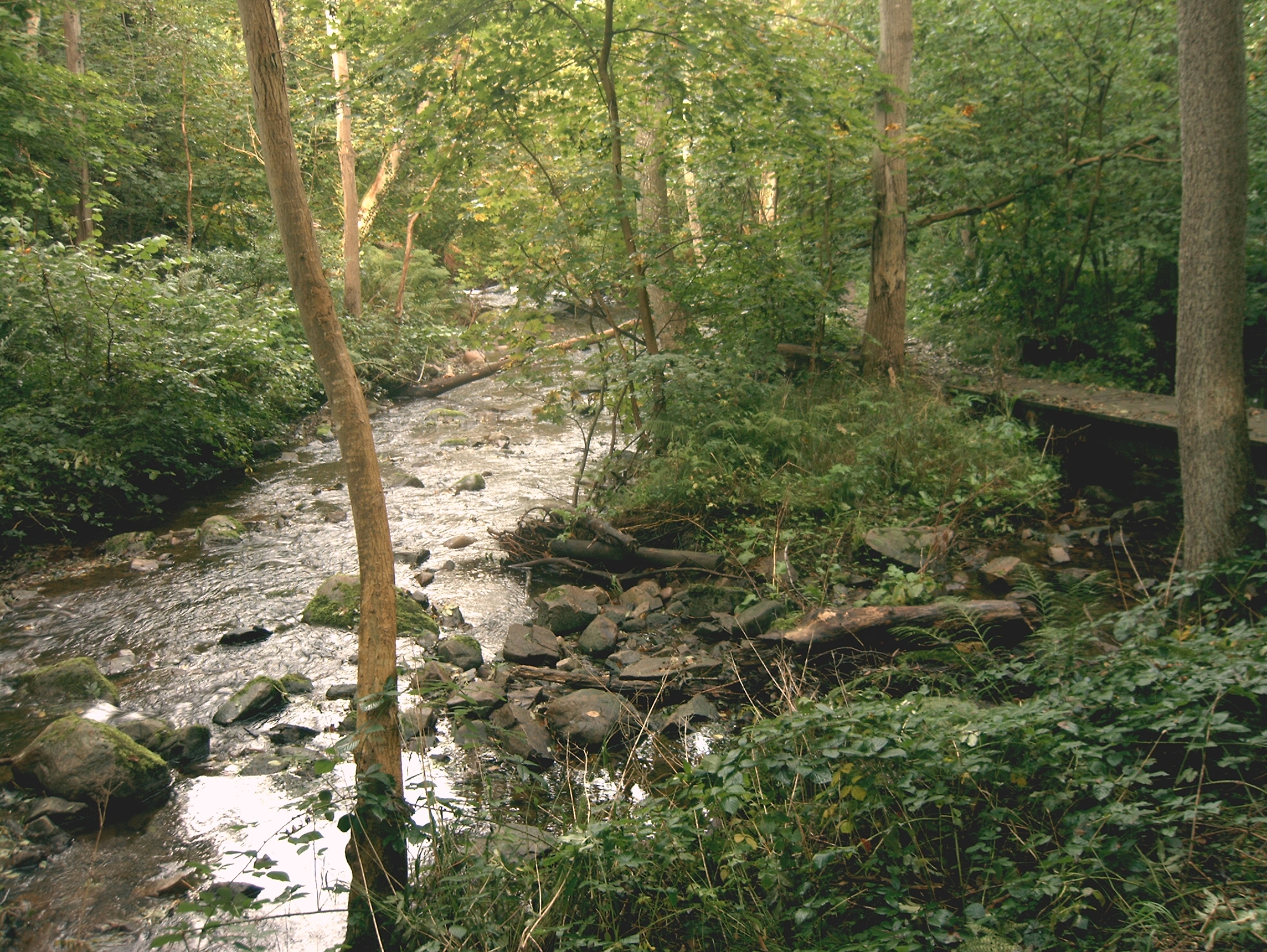
Schluchtental Kobbeä
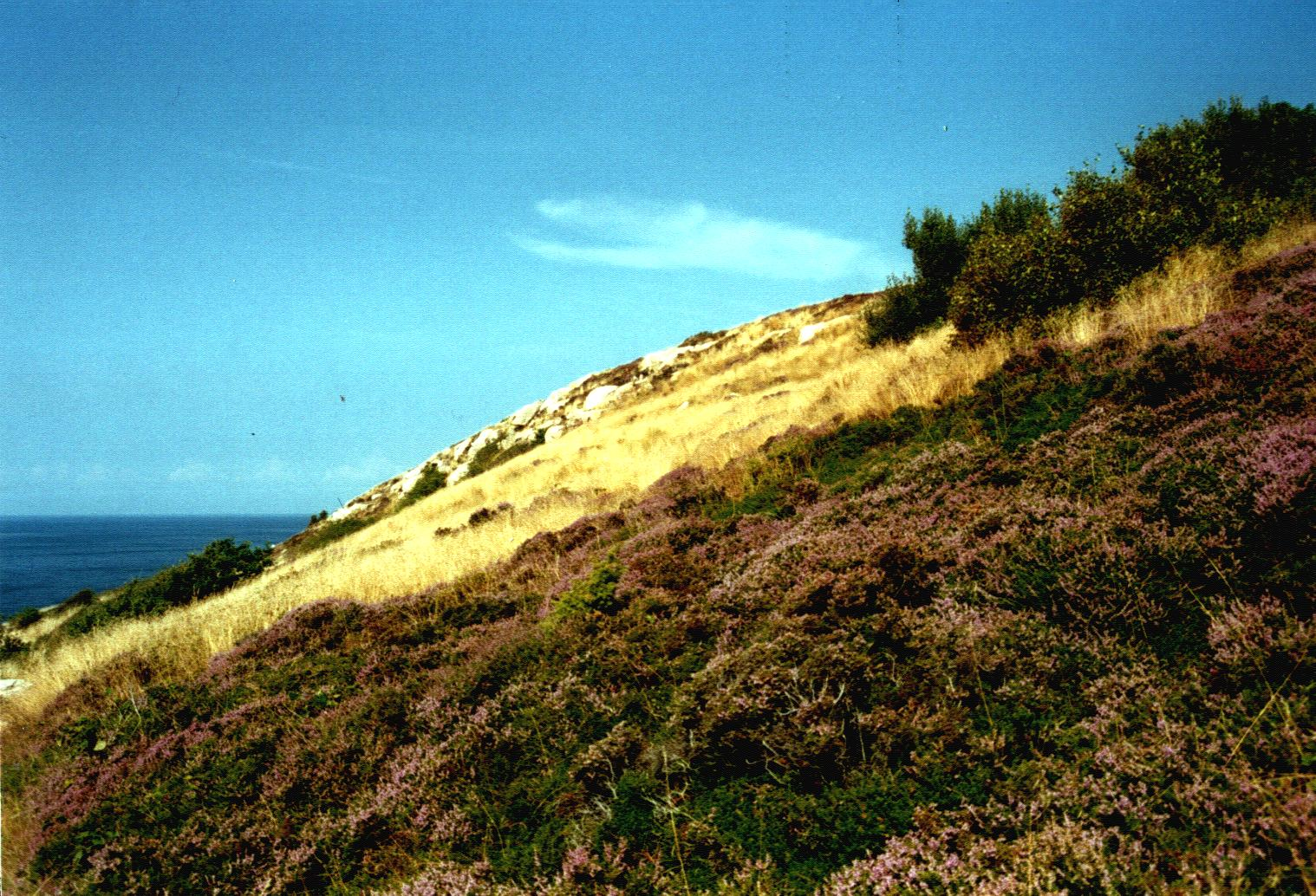
Küstenheide auf Hammeren
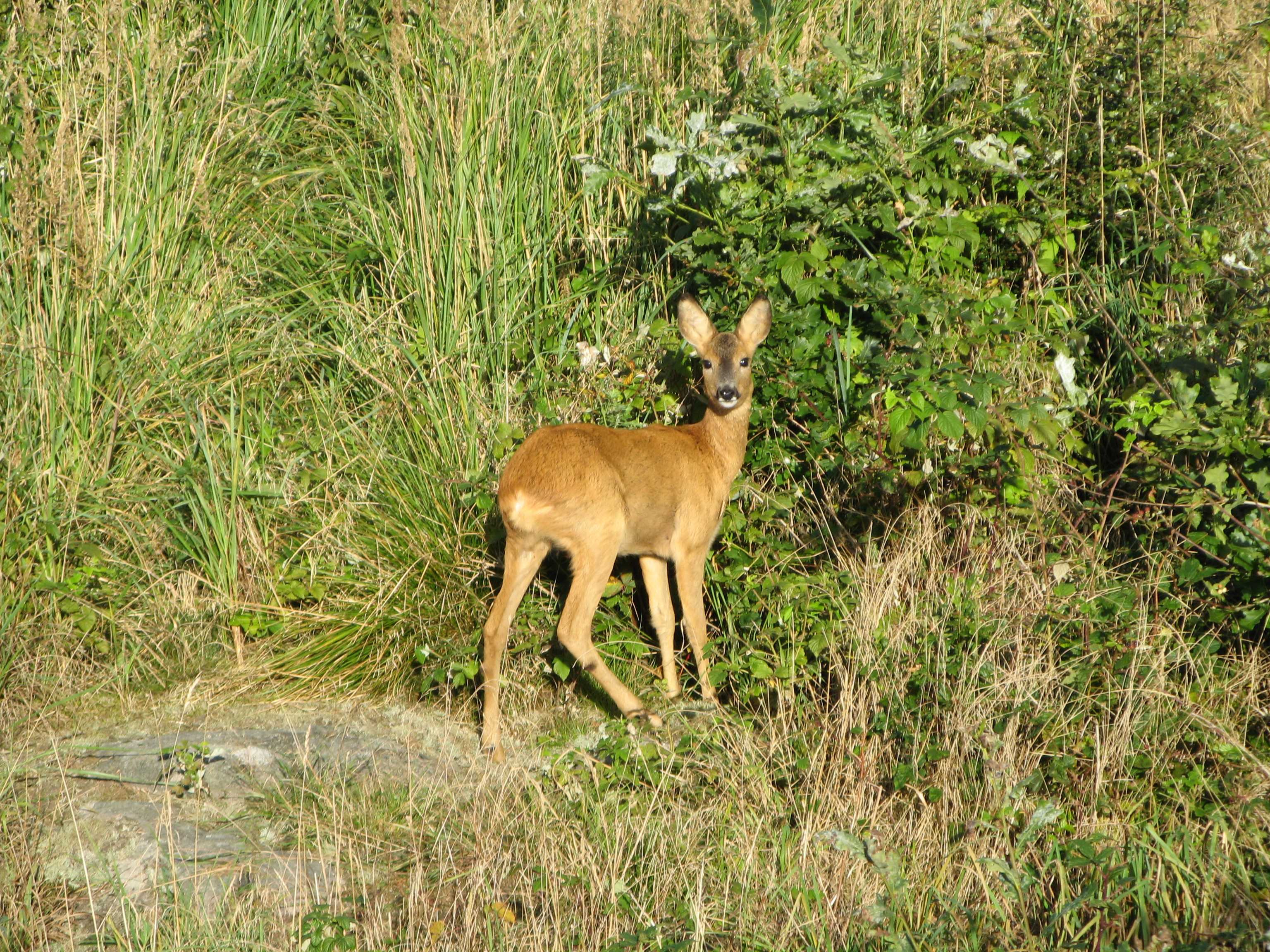
Almindingen – Reh auf der Gamle Burg

## Gemeinden und Verwaltung

Eine inoffizielle Flagge

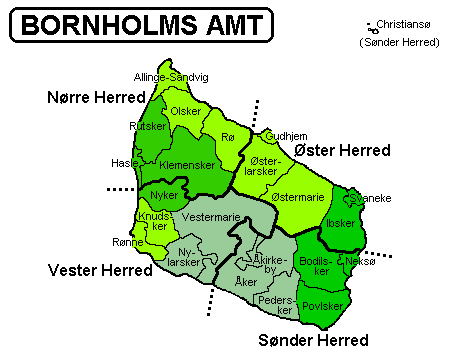
Bornholm und Christiansø (Erbseninseln) mit fünf alten Kommunen (1970–2002) (grüne Farben) und älteren Kommunen

Kirchspiel(-gemeinden) / Sogn (mit Nummern)

Das Amt Bornholm (Bornholms amtskommune/amt) wurde Ende 2002 abgeschafft. Das Amt und die früheren fünf Kommunen wurden in der Einheit Bornholms Regionskommune zusammengefasst. Diese Kommune hatte vom 1. Januar 2003 bis zum 31. Dezember 2006 den Status einer kreisfreien Gemeinde und stand somit auf einer Stufe mit Kopenhagen und Frederiksberg. Die früher selbständigen Kommunen Aakirkeby, Allinge-Gudhjem, Hasle, Neksø und Rønne sind Teilgemeinden von Bornholm geworden. Diese Gebietsreform war Ergebnis einer Volksabstimmung vom 29. Mai 2001. Sitz der Verwaltung ist nach wie vor Rønne. Seit 2007 gehört Bornholm wie Kopenhagen und Frederiksberg zur Region Hovedstaden und hat seinen Amtstatus verloren. Ab 2018 gibt es 23 Gemeinderatsmitglieder.
Auf dem Bornholm liegen die folgenden Kirchspielsgemeinden, dän.: Sogn (außer Christiansø, das 18 km nordöstlich von Bornholm liegt) und Ortschaften mit über 200 Einwohnern (byer nach Definition der dänischen Statistikbehörde), bei einer eingetragenen Einwohnerzahl von Null hatte der Ort in der Vergangenheit mehr als 200 Einwohner:
| Nr. | Kirchspiel           | Fläche km² | Einwohner | Ortschaft             | Einwohner | Harde         |
| --- | -------------------- | ---------- | --------- | --------------------- | --------- | ------------- |
| 18  | Aaker Sogn           | 56,77      | 3.185     | Aakirkeby             | 2.091     | Sønder Herred |
| 02  | Allinge-Sandvig Sogn | 9,61       | 1.480     | Allinge-Sandvig       | 1.446     | Nørre Herred  |
| 19  | Bodilsker Sogn       | 32,52      | 848       | Balka                 | < 200     | Sønder Herred |
| 01  | Christiansø Sogn     | 0,36       | 90        |                       |           | Sønder Herred |
| 06  | Gudhjem Sogn         | 1,30       | 686       | Gudhjem               | 730       | Øster Herred  |
| 07  | Hasle Sogn           | 4,17       | 1.749     | Hasle                 | 1.635     | Nørre Herred  |
| 14  | Ibsker Sogn          | 32,38      | 944       | Årsdale Listed        | 266 < 200 | Øster Herred  |
| 08  | Klemensker Sogn      | 57,13      | 1.525     | Klemensker            | 599       | Nørre Herred  |
| 11  | Knudsker Sogn        | 19,21      | 2.767     |                       |           | Vester Herred |
| 20  | Nexø Sogn            | 4,31       | 3.672     | Nexø                  | 3.657     | Sønder Herred |
| 10  | Nyker Sogn           | 24,65      | 1.568     | Muleby Nyker          | 475 675   | Vester Herred |
| 17  | Nylarsker Sogn       | 23,33      | 762       | Arnager Lobbæk Nylars | 307 205   | Vester Herred |
| 04  | Olsker Sogn          | 25,18      | 1.154     | Tejn                  | 771       | Nørre Herred  |
| 21  | Pedersker Sogn       | 29,82      | 563       | Pedersker             | 209       | Sønder Herred |
| 22  | Poulsker Sogn        | 32,00      | 1.032     | Snogebæk              | 682       | Sønder Herred |
| 03  | Rutsker Sogn         | 29,21      | 567       | Rutsker Teglkås Vang  |           | Nørre Herred  |
| 05  | Rø Sogn              | 26,07      | 398       | Rø                    |           | Nørre Herred  |
| 16  | Rønne Sogn           | 9,78       | 11.471    | Rønne                 | 13.675    | Vester Herred |
| 15  | Svaneke Sogn         | 2,23       | 1.002     | Svaneke               | 1.090     | Øster Herred  |
| 12  | Vestermarie Sogn     | 69,77      | 1.319     | Vestermarie           | 237       | Vester Herred |
| 09  | Østerlarsker Sogn    | 38,40      | 810       | Østerlars             | 254       | Øster Herred  |
| 13  | Østermarie Sogn      | 53,78      | 1.387     | Østermarie            | 459       | Øster Herred  |
|     | Bornholm             | 581,98     | 39.644    | 21 byer               | 30.450    | 4 Harden      |

1. 1 2  
Die Einwohnerzahl von Listed lag 2019 erstmals unter 200, die von Balka 2023.
2. ↑  
Die Stadt Gudhjem erstreckt sich auch auf das Kirchspiel Østerlarsker Sogn.
3. 1 2  
Das Besiedlungsgebiet der Stadt Rønne erstreckt sich mittlerweile auch auf das Kirchspiel Knudsker Sogn.
4. ↑  
Teile der Stadt Svaneke liegen auf dem Gebiet des Kirchspiels Ibsker Sogn.

Die vier Harden hießen im Mittelalter Michlingæ (Sønder Herred), Rothnæ (Vester Herred), Haslæ (Nørre Herred) und Hænnings (Øster Herred), wie auf einer Hardenkarte von Dänemark zu sehen ist, die die Verhältnisse im Mittelalter abbildet.

## Bevölkerungsentwicklung
| - 1850: 27.927 - 1901: 40.889 - 1950: 48.134 - 1965: 48.620 | - 1970: 47.239 - 1980: 47.780 - 1990: 45.900 | - 2000: 44.337 - 2009: 42.563 - 2010: 42.154 | - 2011: 41.802 - 2012: 41.303 - 2013: 40.715 - 2014: 39.922 |

| Source: statistikbanken.dk Statistical Yearbook 2009: Area and population. Regions and inhabited islands (PDF; 38 kB) |

Die Kommune berichtete am 22. September 2014, dass 39.922 Menschen ihren Wohnsitz auf Bornholm hatten.
(Quellen unter)

## Geschichte

### Vor- und Frühgeschichte
Bornholm wurde landschaftlich von der Eiszeit geprägt. In der Gletscherschmelzphase bildete sich östlich Rønnes ein großes Flussdelta. Durch Aufschwemmen erheblicher Sandmengen entstand eine größere Ebene. Auf Bornholm breitete sich nach dem Abschmelzen der letzten Gletscher zunächst Tundra aus, auf der Rentiere lebten. Erste Jägergruppen erreichten ungefähr 8000 v. Chr. die heutige Insel. Wohnplätze der Jäger- und Fischergruppen fand man am Hammer im Norden, in Melsted bei Gudhjem und in Grisby südlich von Svaneke an der Ostküste der Insel. Aus dem Inselinnern erkennt man Wohnplätze an den Flüsschen Baga (Baggeå) und Blykobbeå. Aus dem Moor von Vallensgard, das damals noch ein See war, konnte man Jagdgerät und Fischspeere aus Wildknochen bergen. Sogar eine Flöte aus Knochen, Dänemarks ältestes Musikinstrument, fand man in dieser Gegend. Das Rengeweih von Klemensker ist im Museum in Rønne zu besichtigen.

Bornholmer Karte von 1900 mit Standorten von Bauta- und Runensteinen, Petroglyphen (Helleristninger), Hünengräbern (Jættestuer), Burgen (Borgsteder)

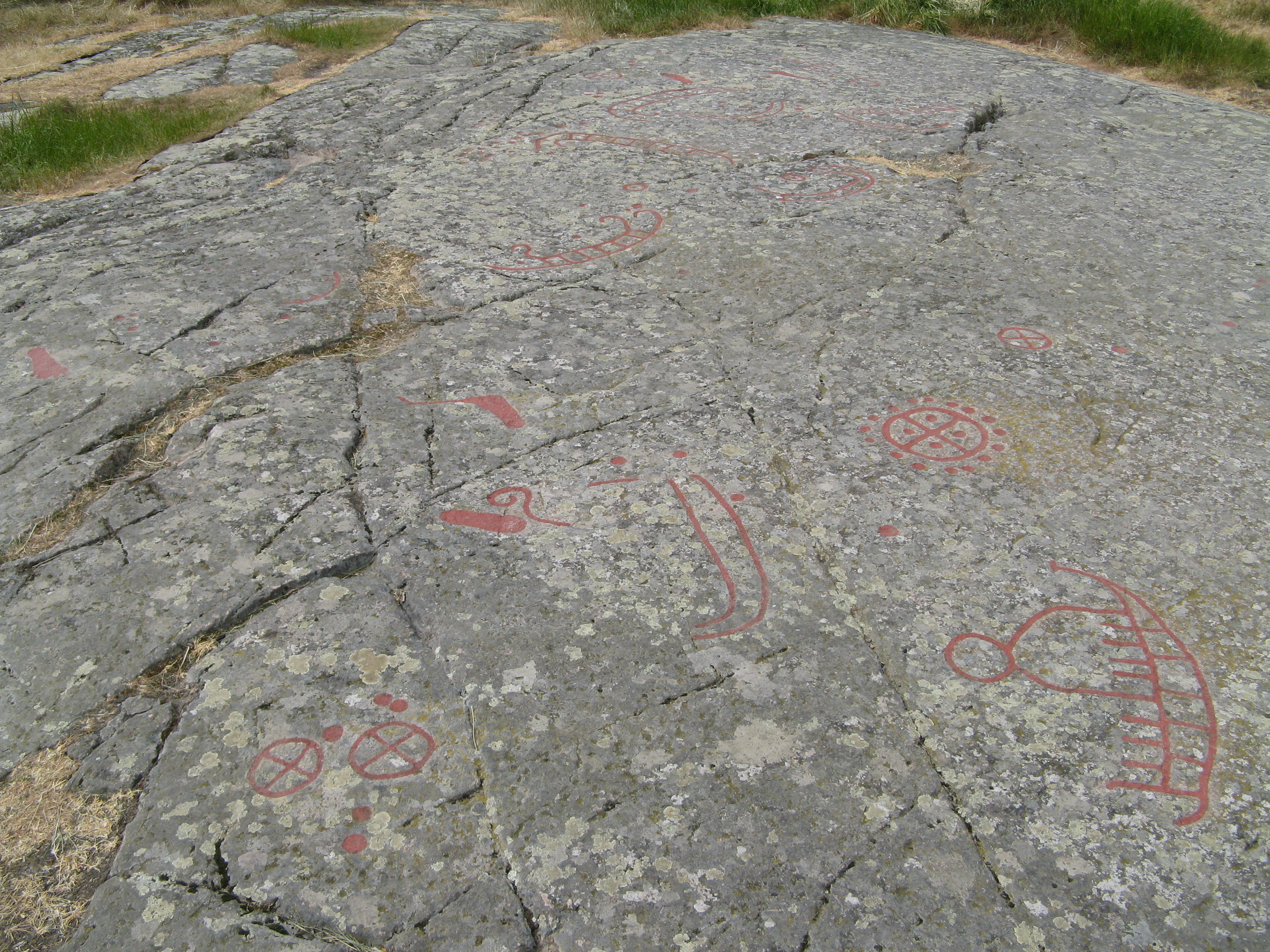
Felsritzungen von Madsebakke

Das Klima erwärmte sich weiter. Nun kamen Elche, Rothirsche und Wildschweine ins Land. Etwa ab 7500 v. Chr. (im Präboreal) konnten Kiefer, Birke und Hasel Einzug halten. Fischer holten aus 40 Metern Tiefe Kiefernstubben aus der Ostsee, die als Beweis für die Landverbindung mit Rügen gelten. Die riss vermutlich vor 7000 Jahren ab. Mit dem Rückzug der Gletscher war das Land angestiegen. Gleichzeitig stieg auch der Meeresspiegel, der aber schneller als das Land, so dass etwa 5000 v. Chr. große Teile des alten Landes mit Wasser bedeckt waren und die heutige Insel entstand. Laubwälder – hauptsächlich aus Linden und Eichen – breiteten sich aus. Die Auerochsen wurden selten, während Hirsche und Wildschweine sich an die veränderten Klimabedingungen anpassen konnten (der letzte Rothirsch wurde 1770 auf Bornholm geschossen). Die Jäger lebten jetzt in Küstennähe an Bodden und Buchten, im Landesinnern in Waldnähe, an Bächen und Flüssen und in bedeckten Sumpflandschaften.

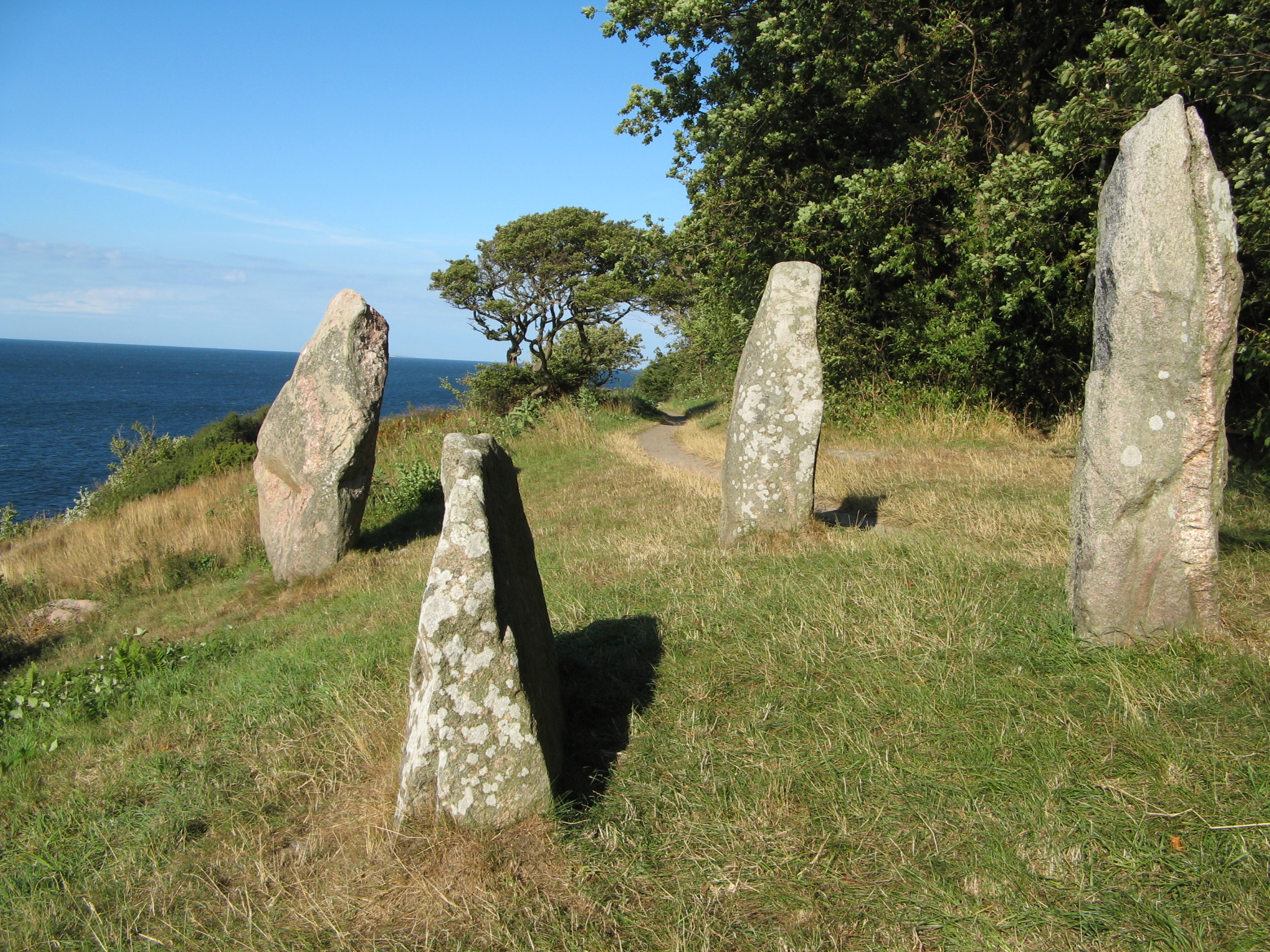
Hestestenene an der Küste westlich von Gudhjem

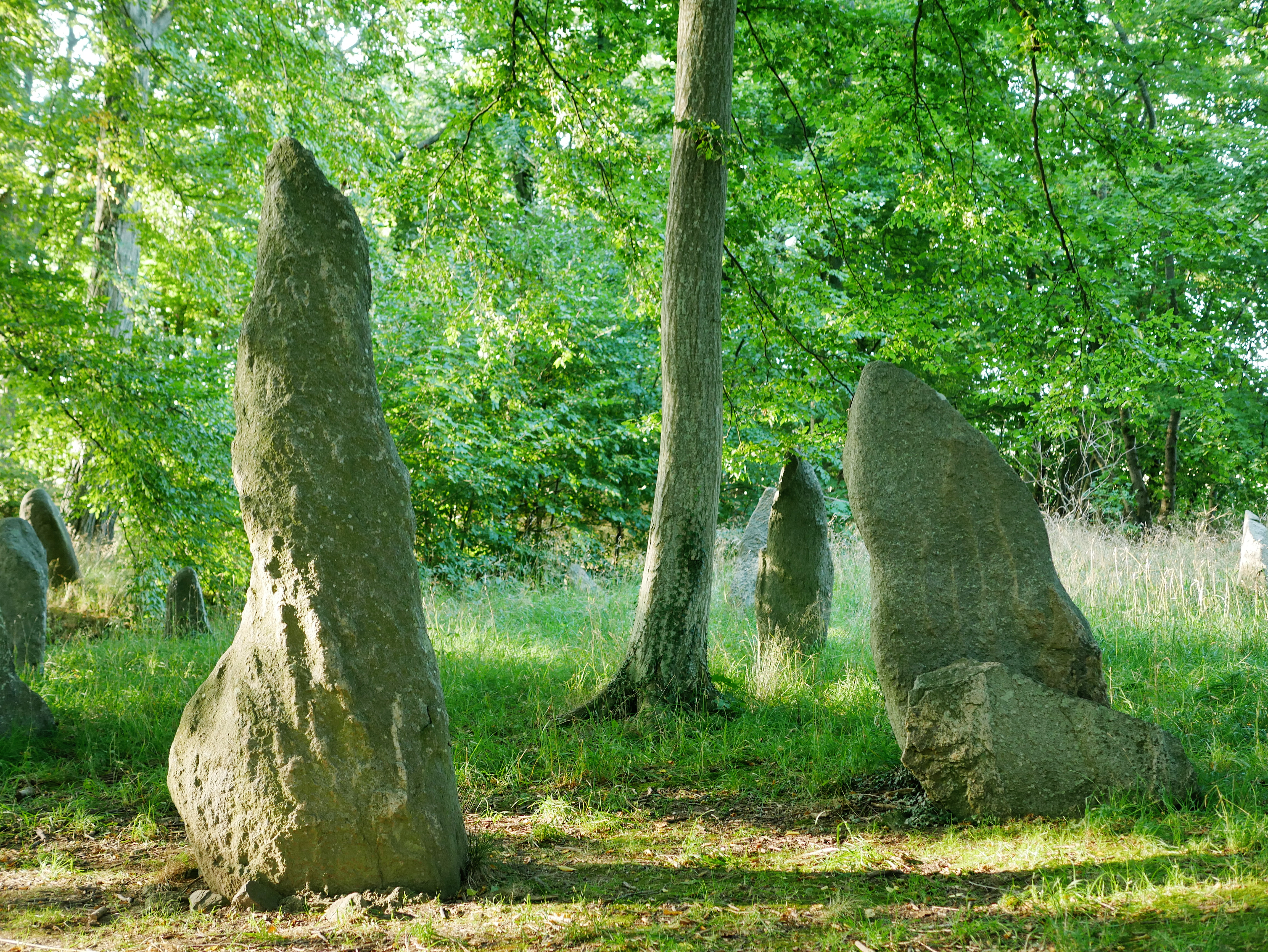
Menhire in Louisenlund

Dann erreichten Ackerbauern die Insel. Vor etwa 6000 Jahren begann man die Wälder zu roden, Äcker zu bestellen und sesshaft zu werden (Limensgård). Aus der Zeit stammen auch die Hünengräber (14 Ganggräber und elf Dolmen), von denen keines weiter als 2,5 Kilometer vom Meer entfernt ist.
Spuren, die die Bronzezeit (1700–500 v. Chr.) hinterließ, sind die Felsritzungen bei Allinge-Sandvig (am besten erhalten sind die Felsritzungen von Madsebakke) und zahlreiche Rösen sowie Bautasteine, Runensteine, Steinkisten, Steinkreise und Schiffssetzungen (Egeby, Stammershalle, Trodeskoven und der Galgebakken östlich Vestermarie). Diese Denkmale sind auf Bornholm sehr zahlreich und weit häufiger als in allen vergleichbar großen Regionen Dänemarks.
Auf Bornholm sollen über 1000 Bautasteine gestanden haben, heute sind es etwa 250. Im Louisenlund stehen 70 bis zu 2,5 Meter hohe Steine, in Gryet bei Neksø sind es 67 Steine. Sie sind am häufigsten mit Gräbern, aber auch mit Kultstätten verbunden. Zum Gedenken an die Toten wurden über ihren Grabstellen Bautasteine errichtet. Die Steine sind zu verschiedenen Gruppen angeordnet, vermutlich zu den Gräbern der Familien, auch wenn die meisten Steine auf den Grabfeldern in scheinbarer Unordnung zueinander stehen.
Auf dem Weg von Gudhjem zu Helligdomsklipperne stehen am Rand der hohen Klippe (34 Meter über dem Meer) vier Bautasteine, die „Hestestenene“ („Pferdesteine“), die der Schifffahrt als Seezeichen dienen. Es wird berichtet, dass die Wikinger hier Menschen geopfert hatten. Nach der Legende stürzte ein Hochzeitspaar mit Pferd und Wagen von der Klippe.

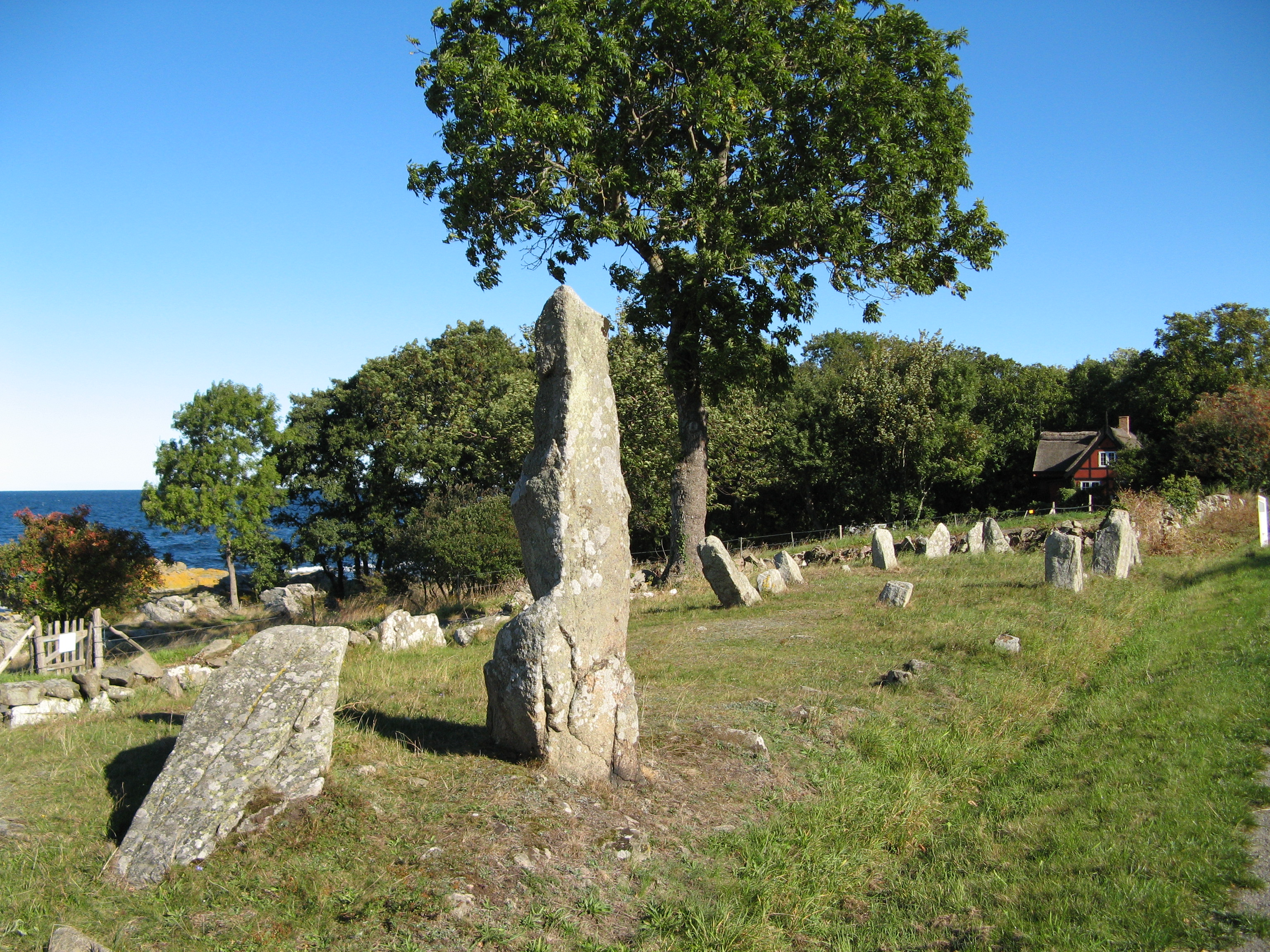
Hellig Kvinde bei Listed

Bei Listed, dicht an der Mündung der Gyldenså, steht eine kleine Gruppe von Bautasteinen auf einem niedrigen Steinhügel (Röse – ein schiffsförmig angelegtes Steinhügelgrab aus der nordischen Bronze- und Eisenzeit), die den Namen Hellig Kvinde trägt.
Eine alte Sage erzählt, dass der große Stein eine heilige Frau und die kleinen Steine ihre Kinder waren. Sie wurden alle auf die Bitte der Frau hin in Steine verwandelt, um einer drohenden Gefahr zu entgehen. In alten Zeiten grüßten Passierende ehrfürchtig die heilige Frau und ihre Kinder.
Bornholm ist nach fast 20 Jahren Forschung des „Stenalder-Projekts“ (dänisch Steinzeit), mit dem auch das Siedlungsgeschehen in der Jungsteinzeit untersucht wird, ein prähistorisch sehr gut untersuchtes und beschriebenes Gebiet in Mitteleuropa.
Funde von Luxusgegenständen zeugen von intensiven Handelskontakten in der Eisen- (ca. 500 v. Chr. bis 800 n. Chr.) und Wikingerzeit (ca. 800 bis ca. 1060 n. Chr.). Es gab eine ausgeprägte soziale Hierarchie und wahrscheinlich sogar – ähnlich wie in Gudme auf Fünen – einen lokalen Herrscher. Die Landwirtschaft entwickelte sich mit den noch heute anzutreffenden Nutztieren und Strukturen weiter.
Der Name Bornholm war seit dem 8. Jahrhundert altnordisch Burgundarholmr („Insel der Burgunden“). Nordgermanien galt in der Antike als Urheimat des ostgermanischen Stammes der Burgunden, Bornholm später als Zwischenstation auf deren Abwanderung von Skandinavien ins Weichselgebiet. Die burgundische Tradition einer skandinavischen Herkunft wird angeblich gestützt durch Ortsnamen und archäologische Zeugnisse. Die meisten Ortsnamen der Insel reichen nur bis in die Wikingerzeit zurück und um 300 n. Chr. verschwand offenbar der größte Teil der Bevölkerung von der Insel. Die meisten Gräberfelder wurden nicht mehr weiter benutzt, auf den verbliebenen nur wenige Bestattungen vorgenommen. In der modernen Forschung ist die These der Herkunft der Burgunden aber umstritten.

### Mittelalter

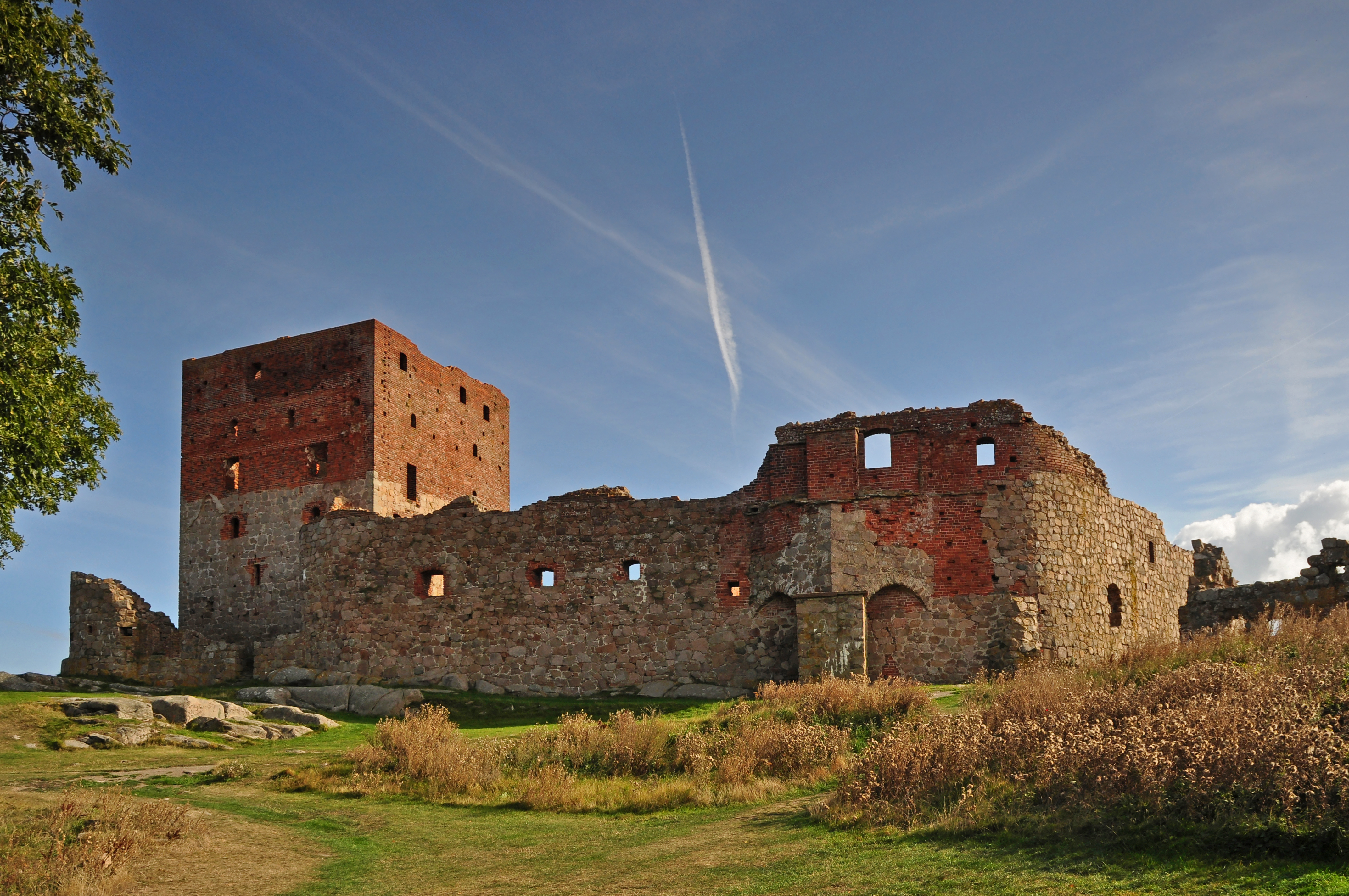
Burgruine Hammershus im Norden von Bornholm

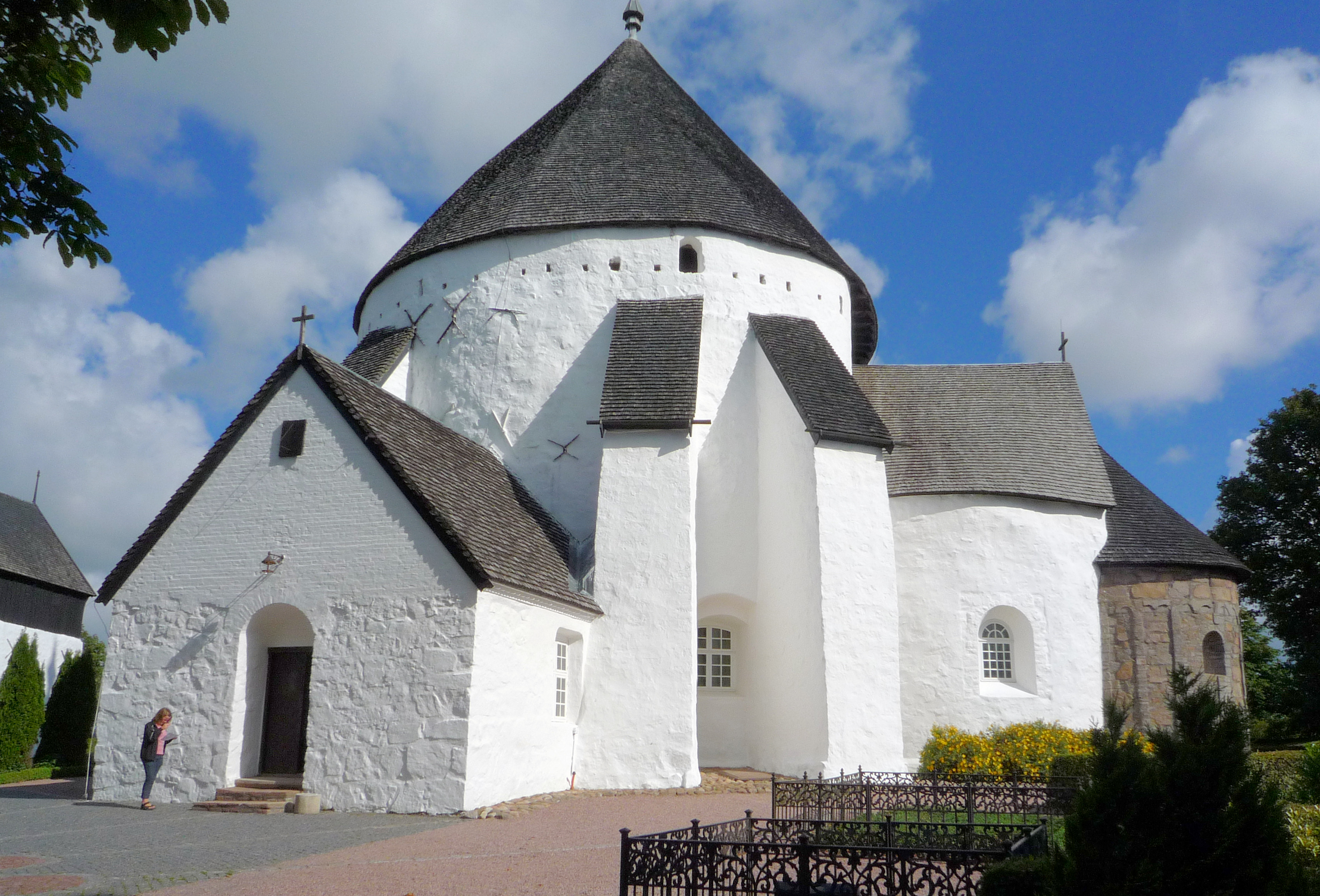
Rundkirche Østerlars Kirke

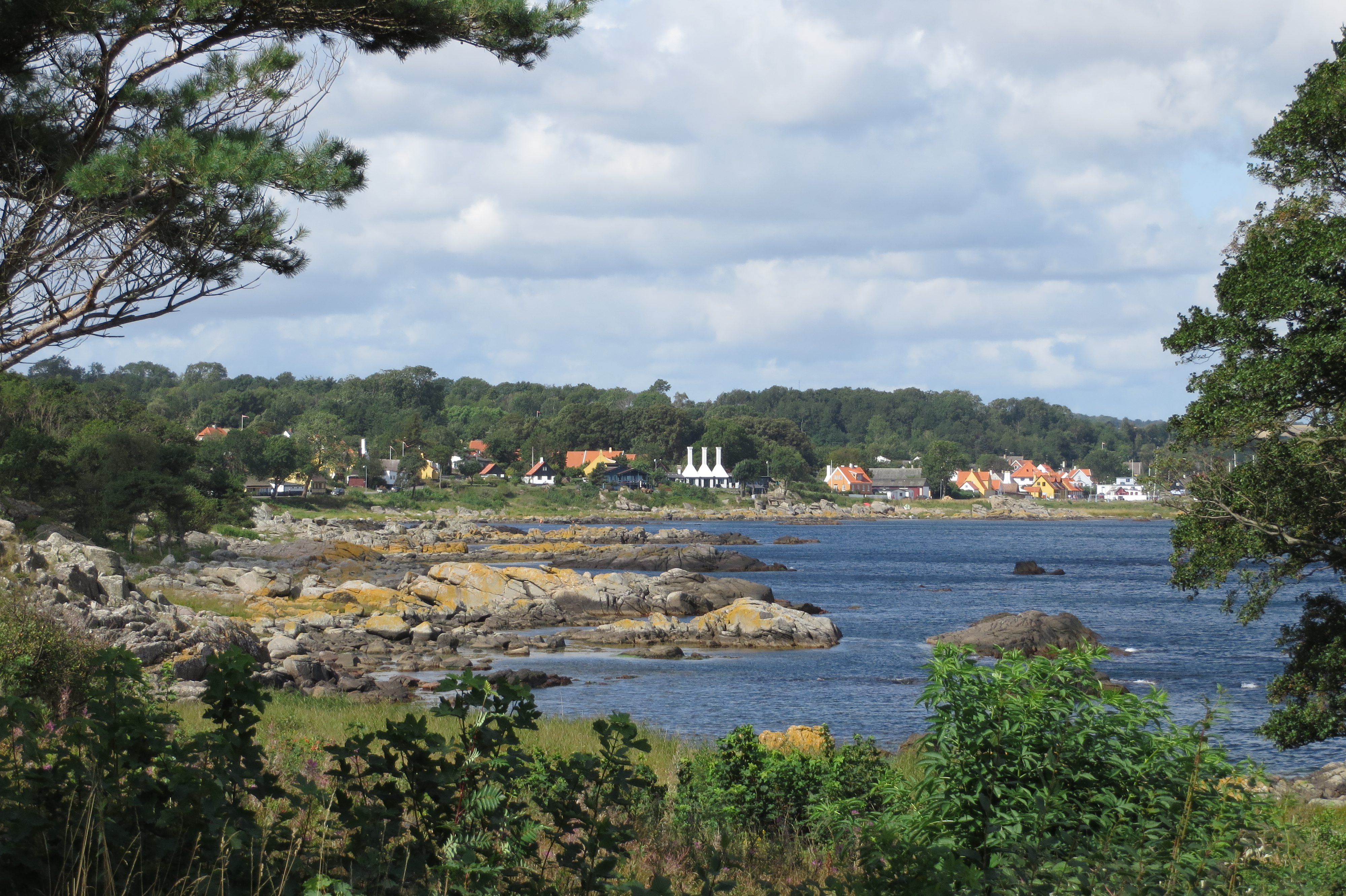
Ostküste Bornholms

Die ersten schriftlichen Quellen um 890 berichten von Bornholm als Königreich, das allerdings schon um 961/985 vom dänischen König Harald Blauzahn erobert wurde. Zahlreiche Runensteine (zum Beispiel der Brogårdstein) markieren den Beginn der Schrift auf der Insel. Von der Gamleborg („alten Burg“) aus wurde Bornholm verwaltet, allerdings wurde die Insel schon bald zum Spielball zwischen Staat und Kirche, da der König Svend Grathe 1149 große Teile der Insel dem Erzbischof von Lund vermachte. Der dänische Staat verwaltete seinen Inselteil danach von der Lilleborg (Kleinen Burg) aus, die Kirche ihren von der um 1250 errichteten Hammershus. Streitigkeiten zwischen beiden führten 1259 zur Gefangennahme des klerikalen Inselverwalters und im Gegenzug zur Zerstörung der Lilleborg. Die Anfeindungen gingen mit einer Übereinkunft 1362 zu Ende, 1522 endete die kirchliche Herrschaft endgültig.
Während des Dänisch-Hanseatischen Krieges (1426–1435) und des Dänisch-Hanseatischen Krieges (1509–1512) wurde Bornholm mehrmals von der deutschen Hanse geplündert.

### Frühe Neuzeit

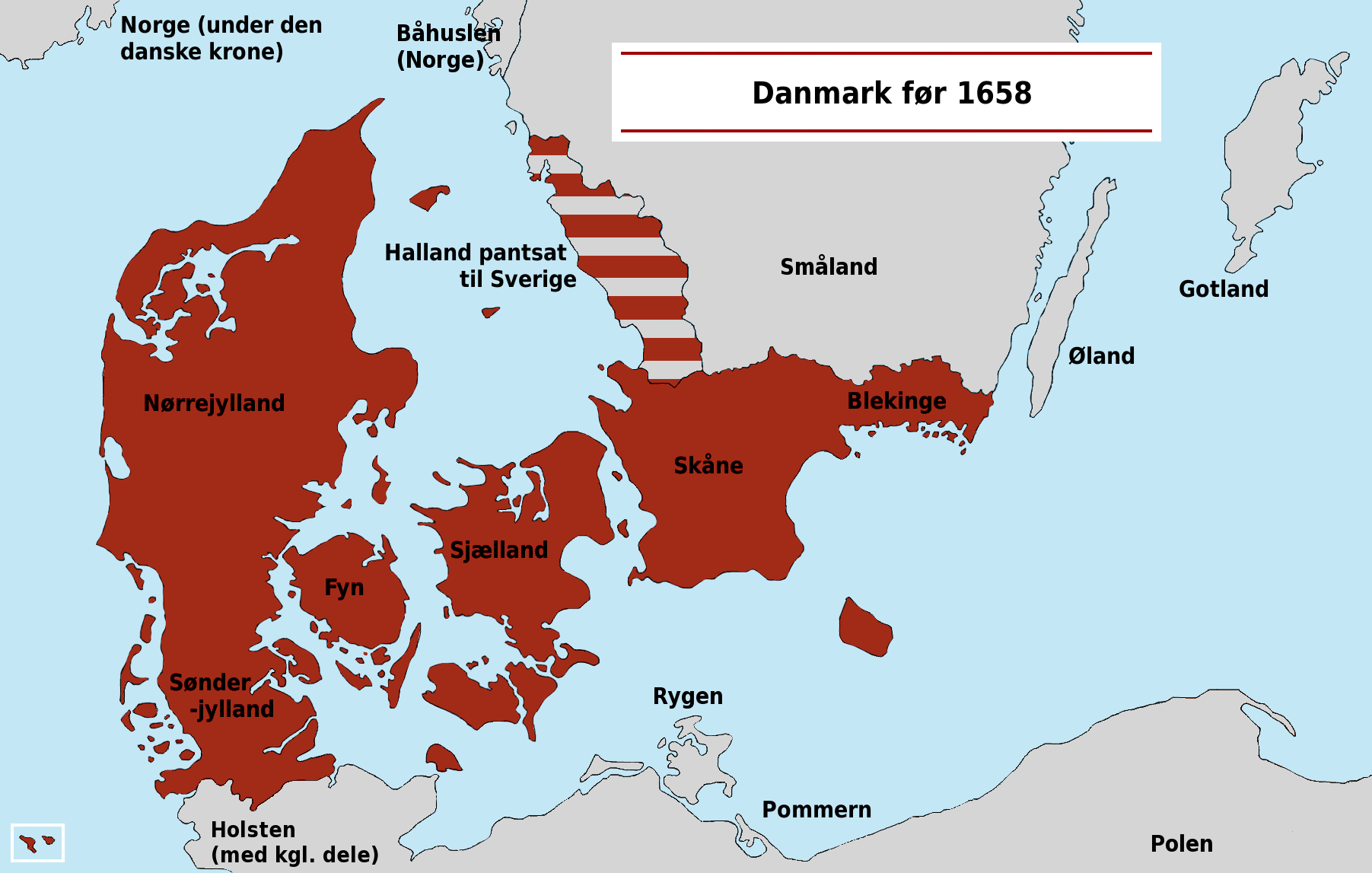
Dänemark bis 1658: Wie Skåne und Blekinge wurde Bornholm 1658 zunächst schwedisch besetzt, befreite sich aber kurze Zeit später. Der Frieden von Kopenhagen 1660 bestätigte den Verbleib bei Dänemark.

Nach der dänischen Niederlage im Schwedischen Unabhängigkeitskrieg verpfändete 1525 der König die Insel an die Hansestadt Lübeck, um Schulden zu begleichen. Die Bornholmer Bevölkerung hatte unter Steuern, Abgaben und Zwangsarbeit schwer zu leiden. Nach der Lübecker Niederlage im Dänischen Bürgerkrieg (1534–1536) und einem gescheiterten Aufstand der Inselbevölkerung (1535) kam die Insel wieder als Lehen zu Dänemark und wurde von einem Lübecker Beamten als Vogt und dänischem Lehnsmann verwaltet. Die Verpfändung Bornholms an Lübeck endete 1576. Insgesamt regierten während dieser 50 Jahre nacheinander sechs Lübecker Vögte die Insel, wovon der erste, Bernt Knop, in seiner Amtszeit von 1525 bis 1543 die zerstörte Festung Hammershus ausbaute und Schweder Ketting in seiner Amtszeit von 1556 bis 1572 während des Dreikronenkrieges den wichtigen Lübecker Flottenstützpunkt in der Ostsee trotz der Seeschlacht vor Bornholm (1563) gegen die Schweden erfolgreich zu sichern wusste.
Zwischen 1643 und 1658 wurde die Insel im Krieg mehrmals von den Schweden besetzt. Unter Führung von Jens Pedersen Kofoed, seinem Schwager Villum Clausen, Peder Olsen und Poul Ancher befreite sich die Bevölkerung 1658 von der schwedischen Herrschaft der Insel. Bornholm kam, mit zahlreichen Privilegien ausgestattet, endgültig zu Dänemark. Vertragsrechtlich wurde dies 1660 im Frieden von Kopenhagen festgehalten.
Für Bornholm begann eine lange Friedensperiode. Die Festung Hammershus wurde unwichtig und schließlich geschleift – dafür wurden im späten 17. Jahrhundert auf den Erbseninseln (Ertholmene) Festungsanlagen errichtet. Ihren einzigen Einsatz hatten sie beim Bombardement durch die Briten in den Koalitionskriegen 1808. Sie werden allerdings auch heute noch militärisch genutzt, sind zwar frei zugänglich, stehen aber unter Verwaltung des Verteidigungsministeriums.
Die Wirtschaft der Insel blühte auf, die noch heute typischen Zweige Keramikindustrie, Fischerei und Räucherei entstanden. Landschaftlich erhielt die Insel durch die Anlage des Waldes Almindingen durch den Forstmeister Hans Rømer 1805 ihr heutiges Aussehen.

### Zweiter Weltkrieg
Deutsche Truppen besetzten Dänemark am 9. April 1940, Bornholm wurde am Folgetag eingenommen.
Im Verlauf des Krieges war Bornholm Umschlagplatz für Flüchtlinge, die von Kopenhagen auf die Insel geschleust wurden, hier von Widerstandskämpfern und Bauern versteckt wurden und wenig später ins neutrale Schweden gelangten. Auf umgekehrtem Wege wurden Waffen an die Widerstandsbewegung nach Kopenhagen geschmuggelt.
Als die dänische Regierung 1943 Streik- und Versammlungsverbote der Besatzungsmacht ablehnte und das Kabinett daraufhin aufgelöst wurde, eskalierte die Lage auch auf Bornholm. Etwa 500 Juden gelang am 11. Oktober 1943 von Bornholm aus die Flucht, bevor wenige Monate später die Gestapo auf der Insel aktiv wurde. Bis zum Kriegsende kam es daraufhin zu Repressalien gegen die Bornholmer Bevölkerung und Verhaftungen von Fluchthelfern und Bauern, die Verfolgte auf ihren Höfen versteckt hatten.
Nach der Kapitulation der deutschen Truppen in Nordwestdeutschland und Dänemark am 4. Mai 1945 abends erhielt der Bornholmer Wehrmachtskommandant, Kapitän zur See Gerhard von Kamptz, am 6. Mai eine Kapitulationsaufforderung vom Befehlshaber der sowjetischen Streitkräfte in Vorpommern. Von Kamptz wies die Aufforderung zurück, da die Kapitulation nur gegenüber den Westmächten galt, und ließ noch am 7. Mai (dem Tag vor der deutschen Gesamtkapitulation) auf sowjetische Aufklärungsflugzeuge schießen. Daraufhin wurden die Städte Rønne und Nexø von der sowjetischen Luftwaffe mehrfach bombardiert und teilweise zerstört, zehn Zivilisten kamen ums Leben, obwohl auf Aufforderung der Sowjets die Städte im Vorhinein evakuiert wurden.
Nachdem zwischenzeitlich die Nachricht von der Gesamtkapitulation auf Bornholm eingetroffen war, ordnete General der Artillerie Rolf Wuthmann, der am 6. Mai mit den Resten des IX. Armeekorps aus Ostpreußen auf die Insel evakuiert worden war, die Einstellung des Widerstandes an und übergab Bornholm am 9. Mai einem sowjetischen Vorauskommando in Stärke von 110 Mann. Die erheblichen Sachschäden wurden in den Folgejahren auch mit schwedischer Hilfe beseitigt. Erst am 5. April 1946 zogen die sowjetischen Truppen ab.
Noch heute sind Spuren des Krieges wahrnehmbar: Munition, konventionelle und chemische Waffen, die im Auftrag der westlichen Alliierten und der Sowjetunion nach Kriegsende verklappt wurden, liegen zum Teil in versenkten Wracks in der Nähe von Bornholm. Bei Untersuchungen wiesen laut Alfred-Wegener-Institut in 13 Prozent der Fälle Dorsche im Filet Abbauprodukte aus chemischen Waffen auf.

## Archäologie
- Bei Allinge-Sandvig befindet sich Dänemarks größtes Gebiet von Felsritzungen (siehe Felsritzungen (Allinge-Sandvig)).
- Die Ganggräber Arnager, Hallebrøndshøj, Lundestenen und Vasagård sind vier von vielen vorzeitlichen Denkmälern auf der Insel.
- Bei Ausgrabungen Mitte der 1980er-Jahre wurden, vor allem in Sorte Mulde, weit mehr als 2300 winzige Goldblechfiguren gefunden, die wegen ihrer figürlichen Darstellungen als guldgubber bezeichnet werden, was in etwa „Goldgreise“ bedeutet.

## Wirtschaft
Fischerei (vor allem der Heringsfang) und bäuerliche Landwirtschaft prägten lange Zeit die Wirtschaft Bornholms. Ihre militärische Bedeutung erlangte die Insel ab dem Mittelalter. Als Flottenstützpunkt wurde Bornholm ab dem 17. Jahrhundert ausgebaut. Im 19. Jahrhundert kam der Bergbau hinzu. Die Grundgesteine Granit und Gneis wurden in mehreren Steinbrüchen als Bausteine, Straßenschotter, für Bord- und Pflastersteine und später für Grabsteine abgebaut. Aus den Juralehmen bei Rønne wurden Bornholmer Steinzeug sowie Ziegelsteine produziert. Im Zweiten Weltkrieg wurde unter Tage Jurakohle gewonnen. Jura- und Kreidesande wurden für Bauzwecke verwendet. Der Abbau der Sande wurde jedoch am 1. Juli 1988 auf Grund ihrer Bedeutung für die Trinkwasserversorgung verboten. Der Maschinenhersteller für Großwäschereien Jensen-Group stammt aus Bornholm und hat eine Fabrik in Rønne.
Die Energieerzeugung aus Windkraft spielt eine große Rolle. Nach Planungen der Netzbetreiber Energinet.dk und 50Hertz soll auf der Insel der länderübergreifende Offshore-Hub „Bornholm Energy Island“ als Drehkreuz für umliegende Offshore-Windkraftanlagen entstehen. Damit soll eine hybride Offshore-Verbindungsleitung zwischen Deutschland und Dänemark ermöglicht werden.

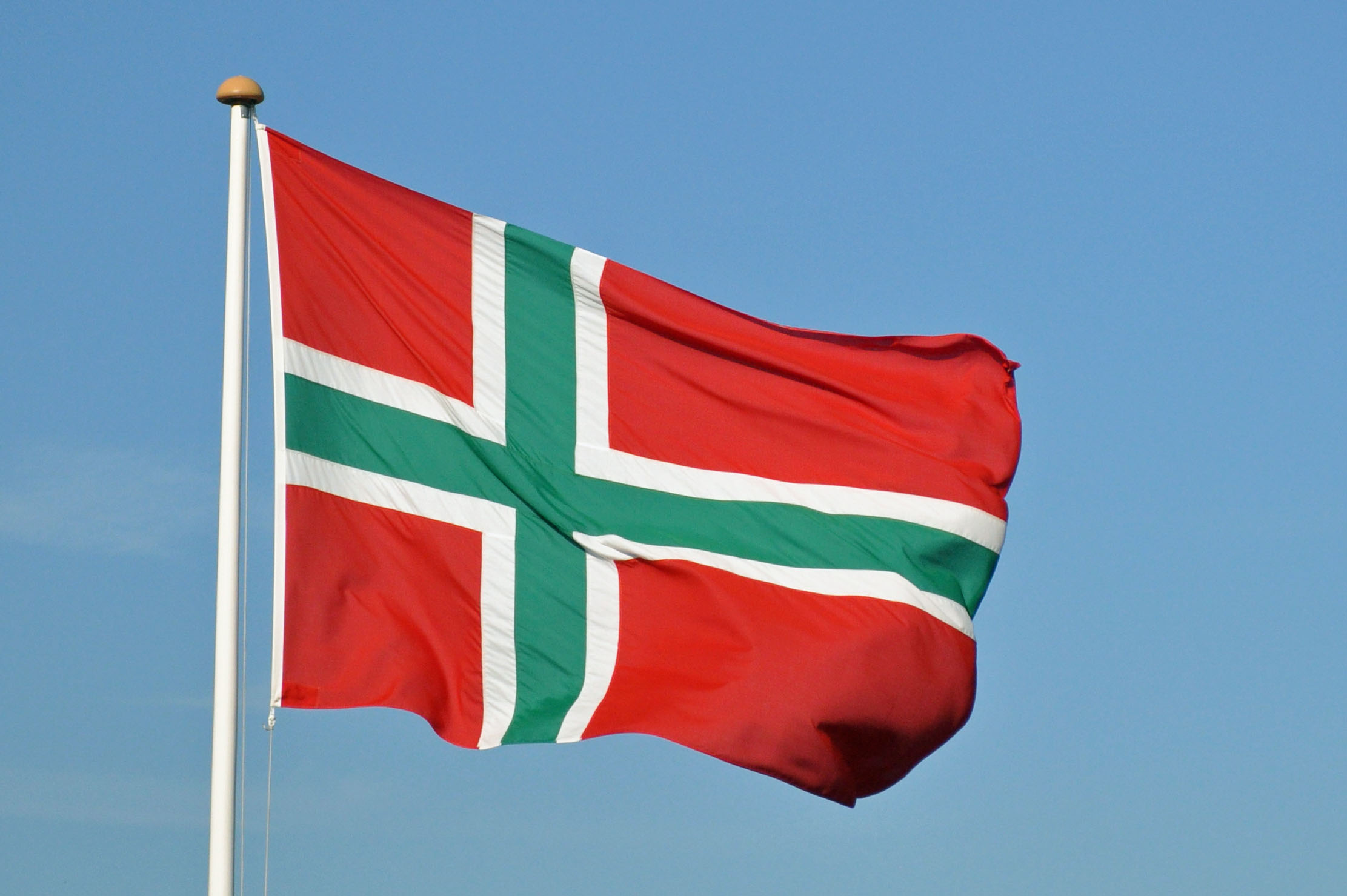
Eine Variante der inoffiziellen Flagge Bornholms, die Bornholmer Flagge. Eine andere Variante (ohne weiß) wird auch Touristenflagge (Turistflaget) genannt.

## Tourismus
Aufgrund seiner Randlage entwickelte sich Bornholm in den Nachkriegsjahren nur langsam. Ein Aufschwung für die damals knapp 50.000 Inselbewohner setzte mit dem Tourismus ein. Die Insel ist durch zahlreiche Wander- und Radwege erschlossen, darunter die Bornholm Rundt. Badetourismus ist an mehreren Stränden möglich. Der Strand von Dueodde im Süden der Insel besitzt einen der feinsten Sände an der Ostsee. Golfspielen, Klettern, Reiten, Radfahren und andere sportliche Betätigungen sind möglich. Für den Kunst- und Kulturtourismus sind Bornholms Kunstmuseum sowie das naturwissenschaftliche Museum Natur Bornholm wichtige Faktoren.
Kunsthandwerkliche Produkte werden auf der Insel selbst gefertigt, wie etwa Erzeugnisse der zahlreichen Glasbläsereien und das Bornholmer Steinzeug. Fischräuchereien bieten ein vielfältiges einheimisches Speisenangebot, etwa Bückling. Die Hafenstadt Rønne wird gern von Tagestouristen besucht. Das Beherbergungsangebot reicht von Jugendherbergen in den Hauptorten bis hin zu Fünf-Sterne-Hotels in Rønne, im südlichen Balka und im nordöstlichen Sandvig. Ferienhauszentren und Sitz mehrerer Hotels sind die Küstenorte Dueodde, Balka, Sømarken und Allinge-Sandvig.

## Kultur und Sehenswürdigkeiten

### Bauwerke

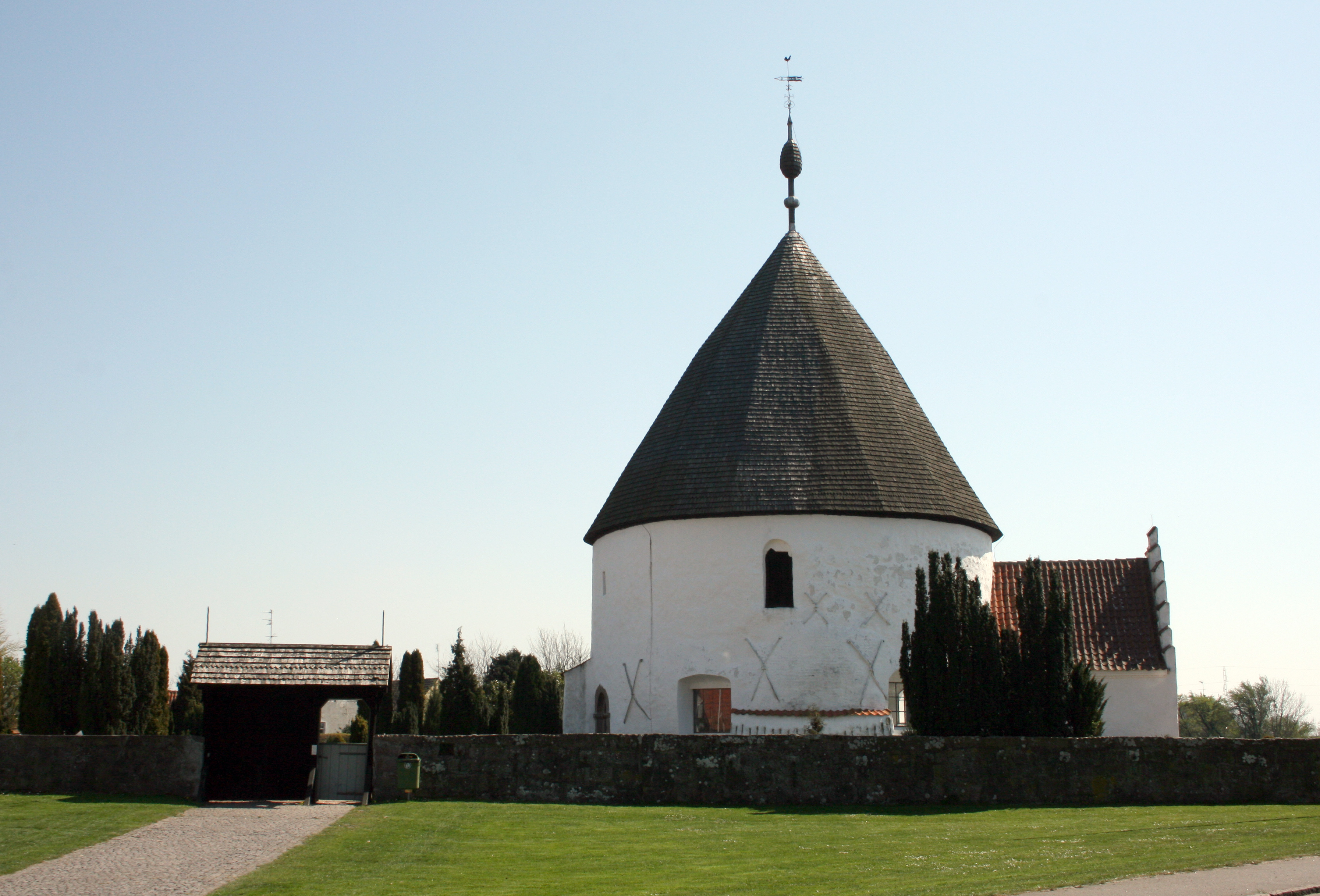
Ny Kirke

Die Ruine Hammershus im Norden der Insel ist die älteste Burgruine Nordeuropas. Zu den Sehenswürdigkeiten zählen auch die vier weißgetünchten Rundkirchen Østerlars Kirke, Sankt Ols Kirke, Nylars Kirke und Ny Kirke. Salomons Kapel ist eine mittelalterliche Kirchenruine an der Nordspitze.
Viereckige mittelalterliche Kirchen sind die Aa Kirke, die Hasle Kirke mit ihrem spätgotischen Flügelaltar, die Kirche von Nexø, die Ruts Kirke, die Bodil Kirke, die St. Ibs (Bornholm), die Nicolaikirche (Bornholm), die Sankt Pouls Kirke, die Sankt Peders Kirke (Bornholm), die Svaneke Kirke sowie die moderne Tejn Kirke.
Einige Orte wie Gudhjem weisen zahlreiche schmale Gassen auf, die von Fachwerkhäusern gesäumt sind.

### Bornholmer Kunstmuseum
Das Bornholmer Kunstmuseum wurde 1993 erbaut und 2003 modernisiert und auf 4000 m² erweitert. Im Frühjahr 2023 ist der Baubeginn für einen großen Museumsanbau geplant. Angelehnt an die Bauhaus-Architektur fügt sich das mit einem Leuchtturm ähnelnden Turm ausgestattete Gebäude harmonisch in die Küstenlandschaft bei Helligdomsklipperne rund sechs Kilometer westnordwestlich von Gudhjem ein. Die Dauerausstellung umfasst Ölgemälde dänischer und vor allem Bornholmer Künstler des 19. Jahrhunderts bis zu Skulpturen der Gegenwartskunst; auch dänische Designstudien (etwa von Georg Jensen) befinden sich in der Dauerausstellung. Die Wechselausstellung bietet Künstlern der Gegenwart eine großzügige Ausstellungsfläche, die durch die bodentiefen Fenster mit Blick auf die Ostsee eine durch Naturlicht begünstigte Betrachtung der Objekte ermöglicht. Im hinteren Teil des Gebäudes gelangt man durch die Gegenwartsausstellung (zum Beispiel Glaskunst aus Gudhjem) über einen 30 Meter langen Steg zu einer Aussichtsplattform. Ein besonderes Merkmal des Museums ist ein Rinnsal, das das Wasser der Heiligtumsquelle (Helligdomskilden) durch das Gebäude leitet. Die Quelle war im Mittelalter durch ihre heilende Kraft bekannt.

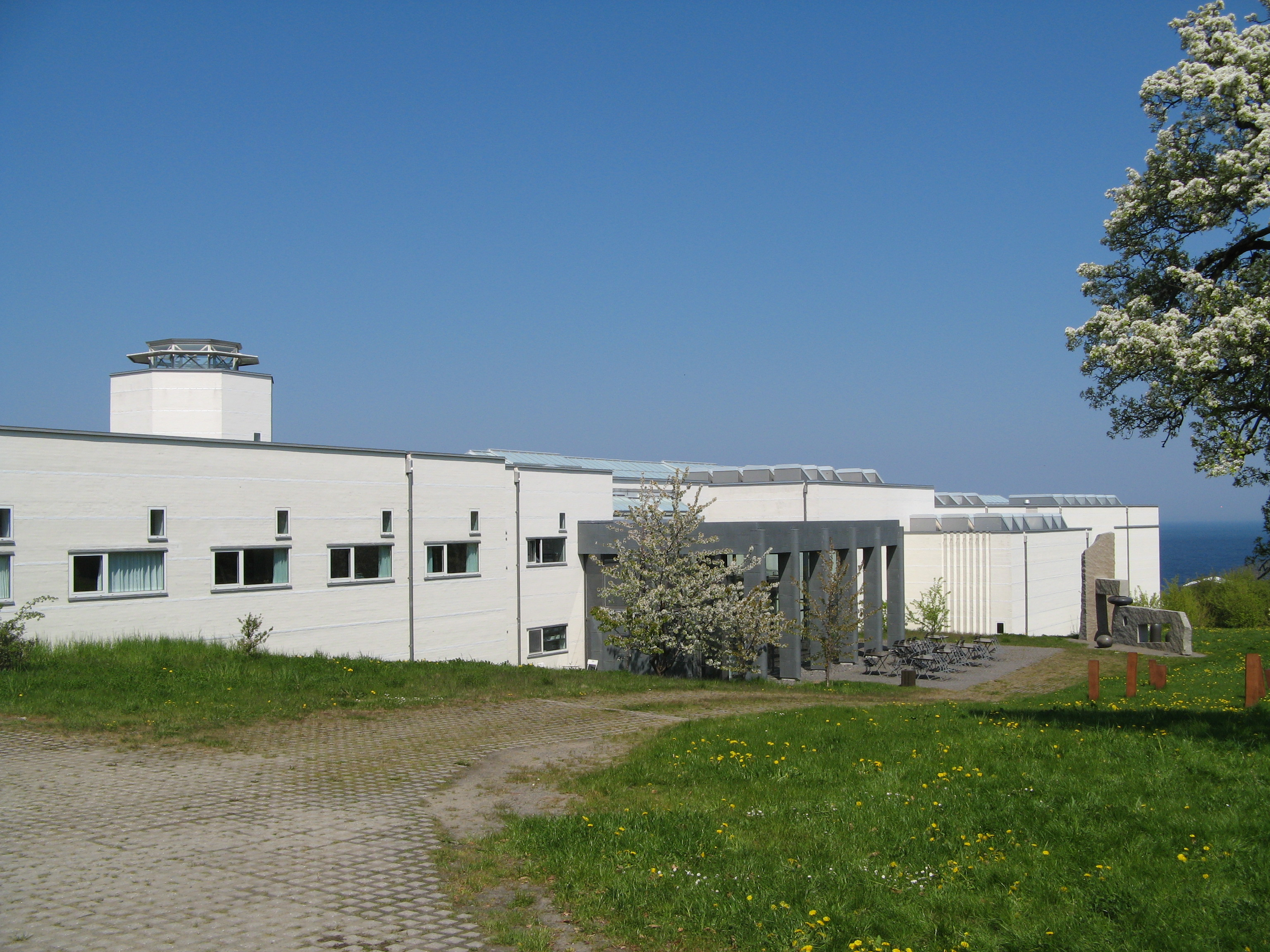
Bornholms Kunstmuseum
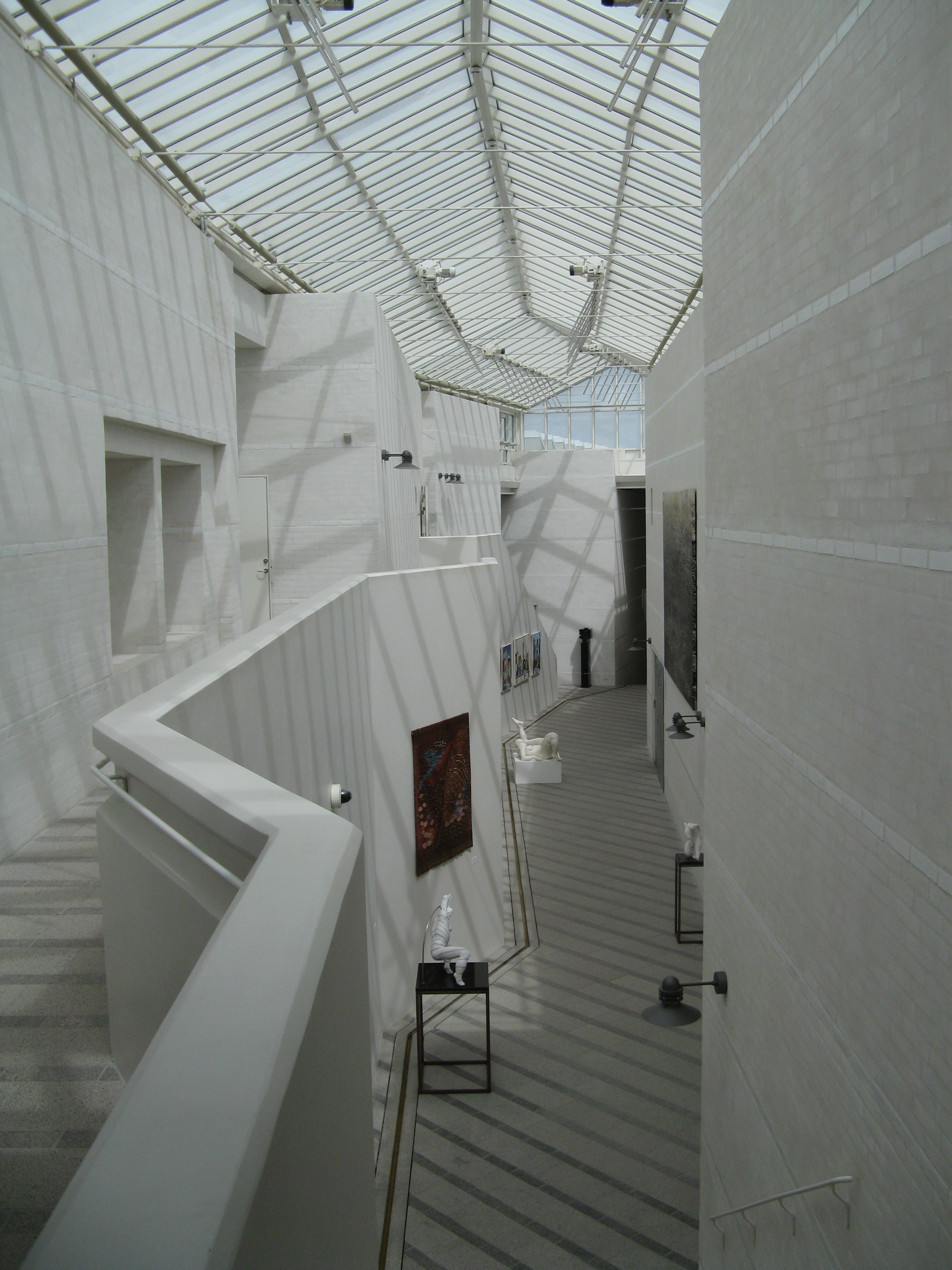
Bornholms Kunstmuseum
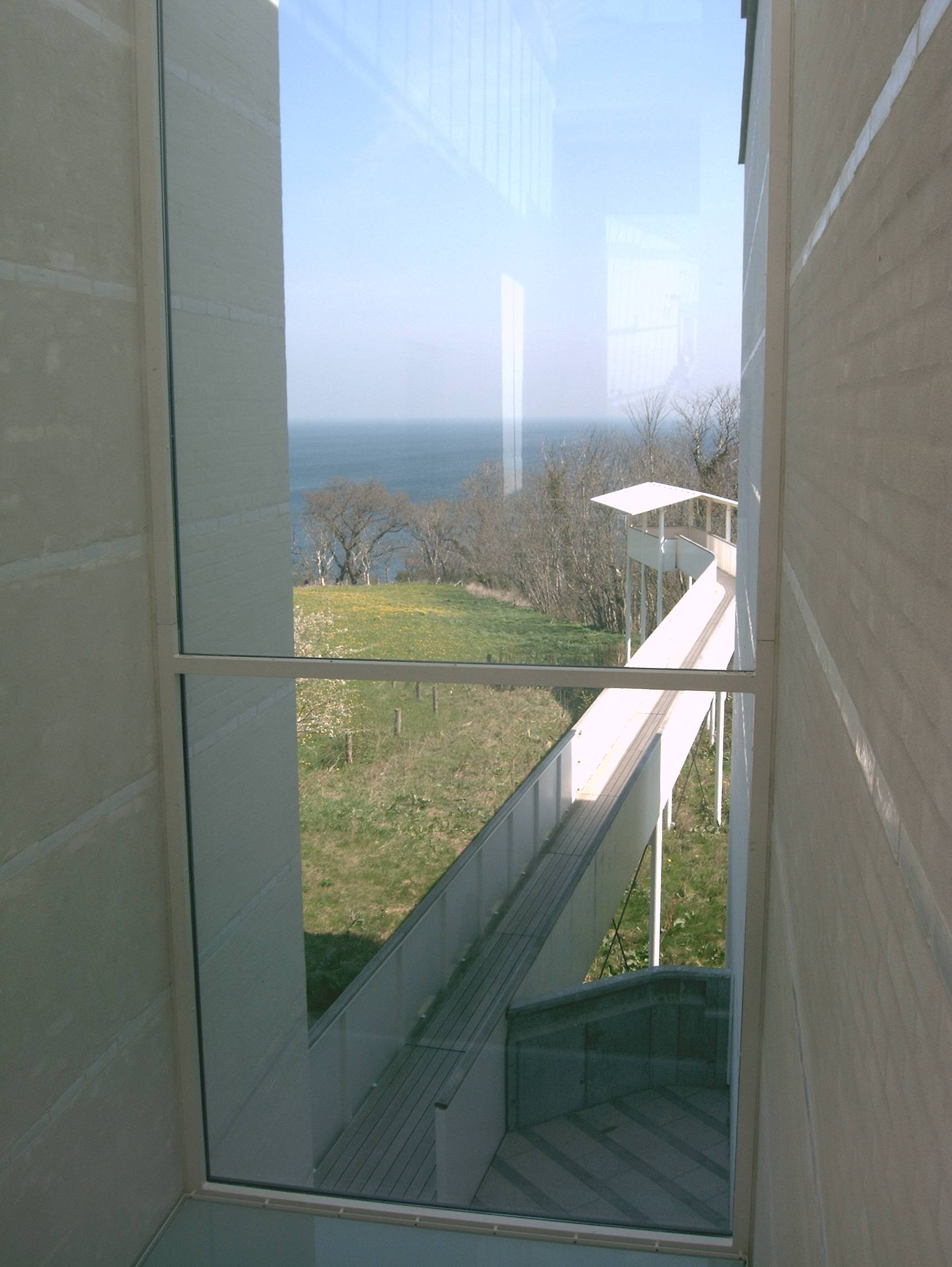
Bornholms Kunstmuseum, Aussichtsplattform
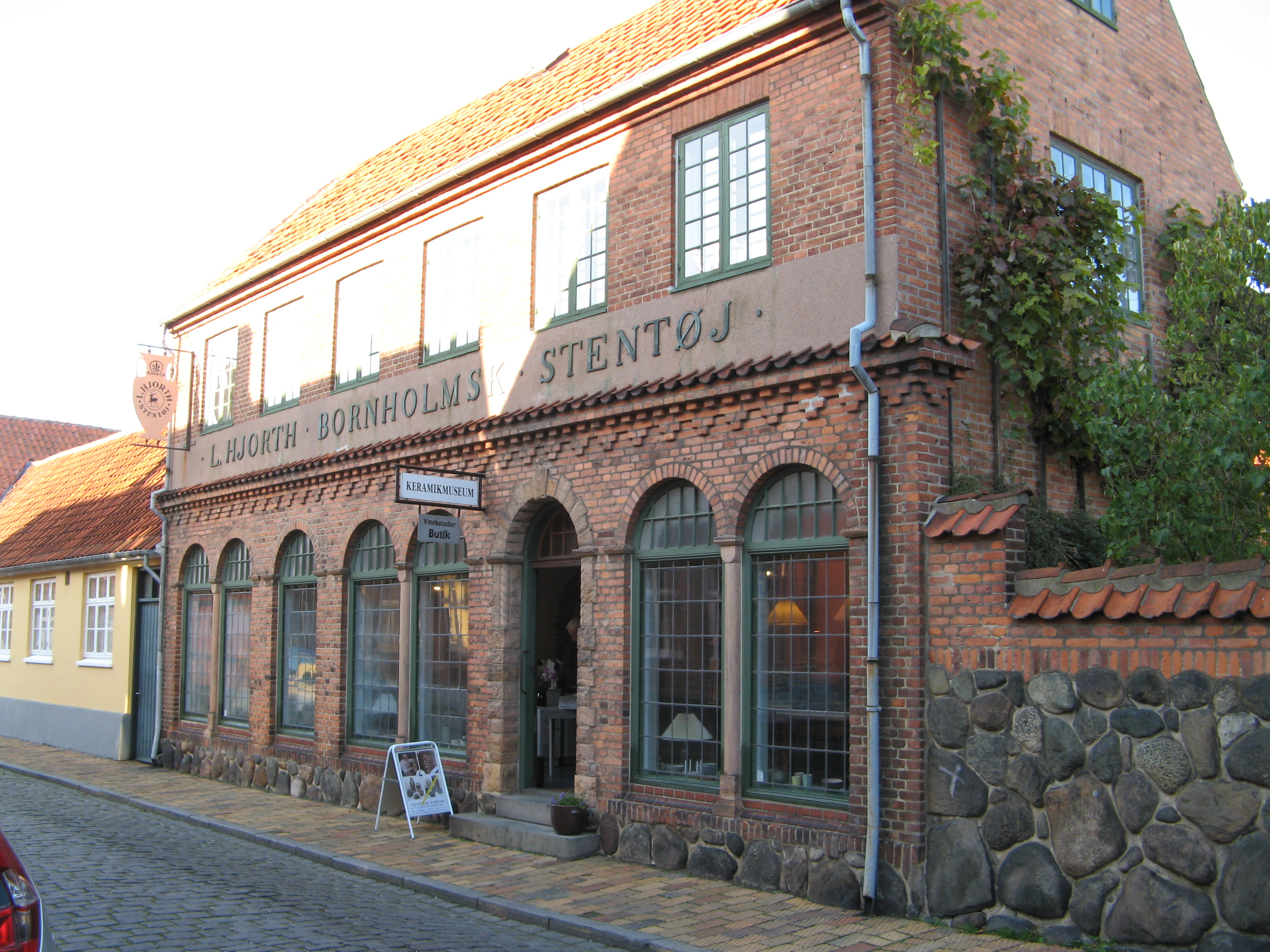
Keramikmuseum
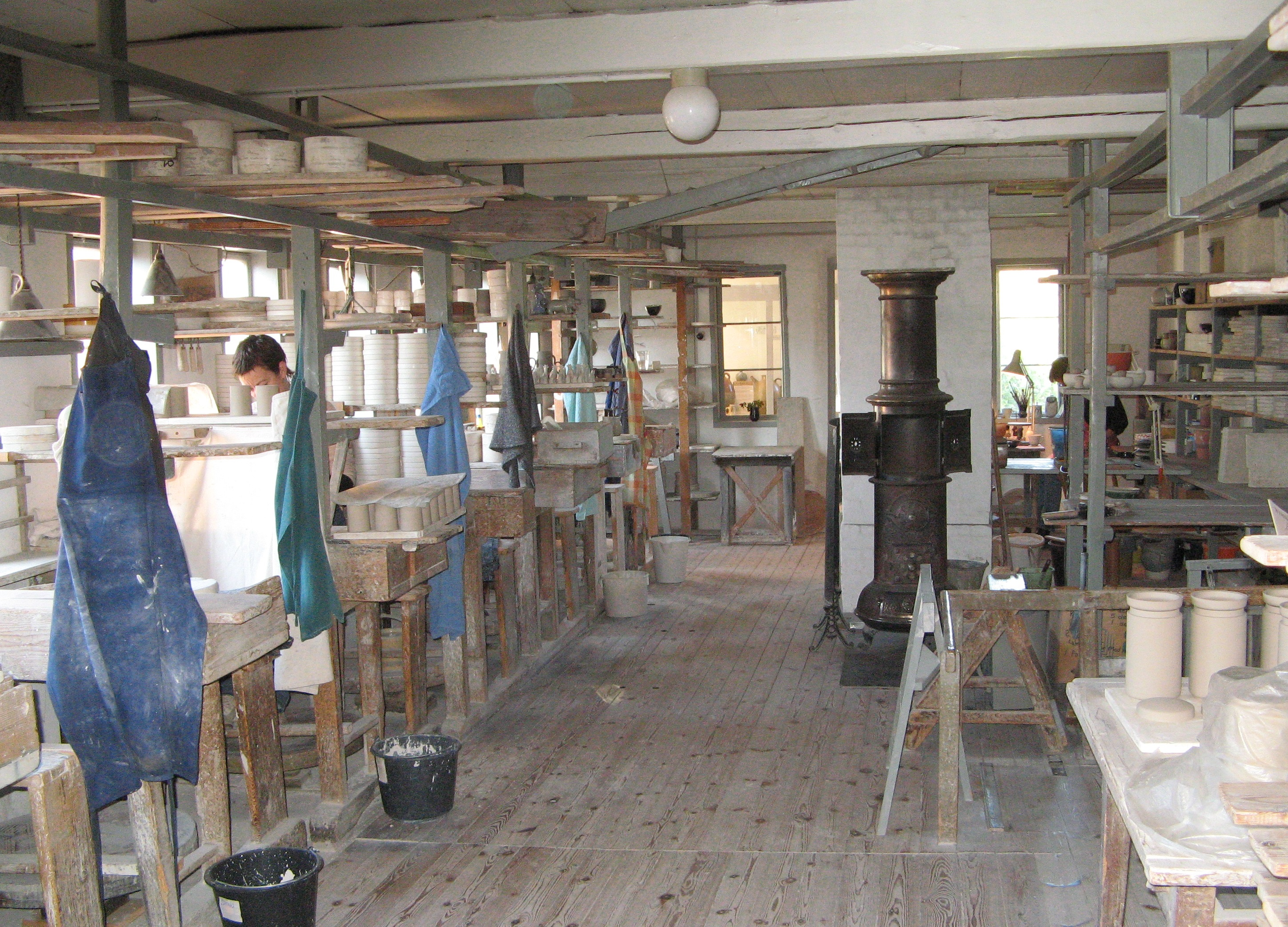
Keramikmuseum, Werkstatt

### Weitere Museen
Das Gedenkmuseum Andersen Nexøs Hus in Nexø widmet seine Ausstellung dem Literaten Martin Andersen Nexø, der bekannt ist für Romane wie Pelle der Eroberer und Ditte Menschenkind, die Mitte der 1920er Jahre auch in Deutschland populär waren. Ein weiteres Museum der Stadt, das Nexø Museum, zeigt die Stadtgeschichte.
Der alte Kaufmannshof Grønbechs Gård in Hasle wird für verschiedene Ausstellungen der Arts & Crafts Association Bornholm (ACAB) genutzt.
Das Bornholmer Verteidigungsmuseum Kastellet (Forsvarsmuseet på Bornholm) liegt abseits der Stadt Rønne in einem alten Pulverturm.
Das kulturhistorische Museum in Rønne ist Hauptstandort des Bornholms Museums. Es präsentiert die Geschichte der Insel von der Jungsteinzeit bis in die neueste Zeit.
Erichsens Gård in Rønne war das Stadthaus einer Kaufmannsfamilie und ist heute Nebenstandort des Bornholms Museum. In ihm ist die bürgerliche Wohnkultur Bornholms im 19. Jahrhundert dokumentiert. Es besteht aus dem Haupthaus, einem Nebengebäude und einem Garten und liegt in der Laksegade 7.
Die 1859 gegründete Keramik-Fabrik der Familie Hjorth in Rønne wurde im Jahr 1993 (eröffnet 1995) in das Keramik-Museum Hjorths Fabrik umgewandelt und ist ebenfalls Nebenstandort des Bornholms Museums. Die Werkstätten befinden sich in mehreren angrenzenden Gebäuden, in denen der Herstellungsprozess der Keramikgefäße und Figuren heute noch gut nachzuvollziehen ist.
Das einzige Freilichtmuseum Bornholms ist das Landwirtschaftsmuseum Melstedtgård in der Ortschaft Melstedt, das die Landwirtschaft der Region vor Beginn der landwirtschaftlichen Mechanisierung zeigt. Es liegt an der Nordküste Bornholms, direkt an der Küstenstraße nur wenig östlich von Gudhjem im Melstedvej 25. Das Museum ist ein weiterer Nebenstandort des Bornholms Museums.
Das Oluf-Høst-Museum in Gudhjem ist das ehemalige Haus des Künstlers Oluf Høst (1884–1966), in dem er fast vier Jahrzehnte malte. Seine bevorzugten Motive waren Menschen, Gebäude und Landschaften seiner Umgebung. Er stellte sie in immer wieder wechselndem Licht, Wetter und Jahreszeiten dar, so ein kleiner Hof mit einer Hofeinfahrt in der Landschaft.
Bornholms Bilmuseum in Aakirkeby ist das Oldtimer-Museum eines privaten Sammlers.
Unweit der Burgruine Hammershus liegt das Steinbruchmuseum Moseløkken.

### Gastronomie
Seit 2007 existiert in den Dünen von Sømarken ein Sternerestaurant. Die meisten Restaurants sind zwischen Neujahr und Ostern geschlossen.

## Verkehr
Bornholm besitzt ein gut ausgebautes Straßennetz.

### Fährverbindungen

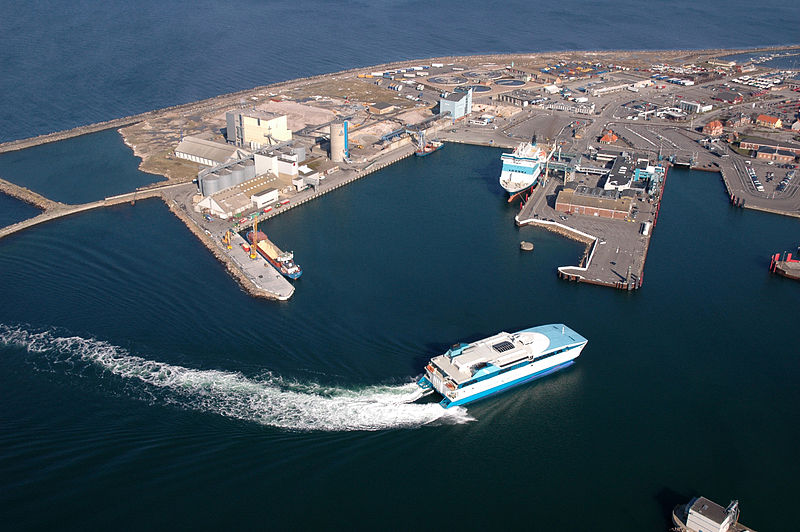
Hafen von Rønne

Bornholms Hauptfährhafen ist Rønne. Es gibt eine Schnellfährverbindung der Reederei Bornholmslinjen von Rønne nach Ystad in Schweden (ganzjährig, Fahrtdauer rund 80 Minuten), wo Anschluss an einen Regionalzug oder den Bornholmerbus Linie 866 über die Öresundbrücke nach Kopenhagen besteht. Ferner bestehen seit September 2018 ganzjährige Fährverbindungen mit dem Fährhafen Sassnitz auf Rügen (Fahrzeit rund 3½ Stunden), Køge auf Seeland (ganzjährig, Fahrzeit rund 5½ Stunden), und Swinoujście in Westpommern.
Von dem an der nordöstlichen Küste befindlichen Hafenort Gudhjem bestehen saisonale Fährverbindungen zu den Erbseninseln (Ertholmene), die außerdem täglich vom Postboot angesteuert werden.

### Flugverkehr
Der Regionalflughafen Bornholm befindet sich südlich des Hauptortes Rønne; ein weiterer Flugplatz bei dem Ort Rø im mittleren Nordosten der Insel musste 2003 einem Golfplatz weichen.

### Eisenbahnverkehr
Bis 1968 gab es Eisenbahnverkehr durch die Gesellschaft De Bornholmske Jernbaner, die Personen- und Gütertransport auf mehreren Meterspurstrecken durchführte.

### Öffentlicher Nahverkehr

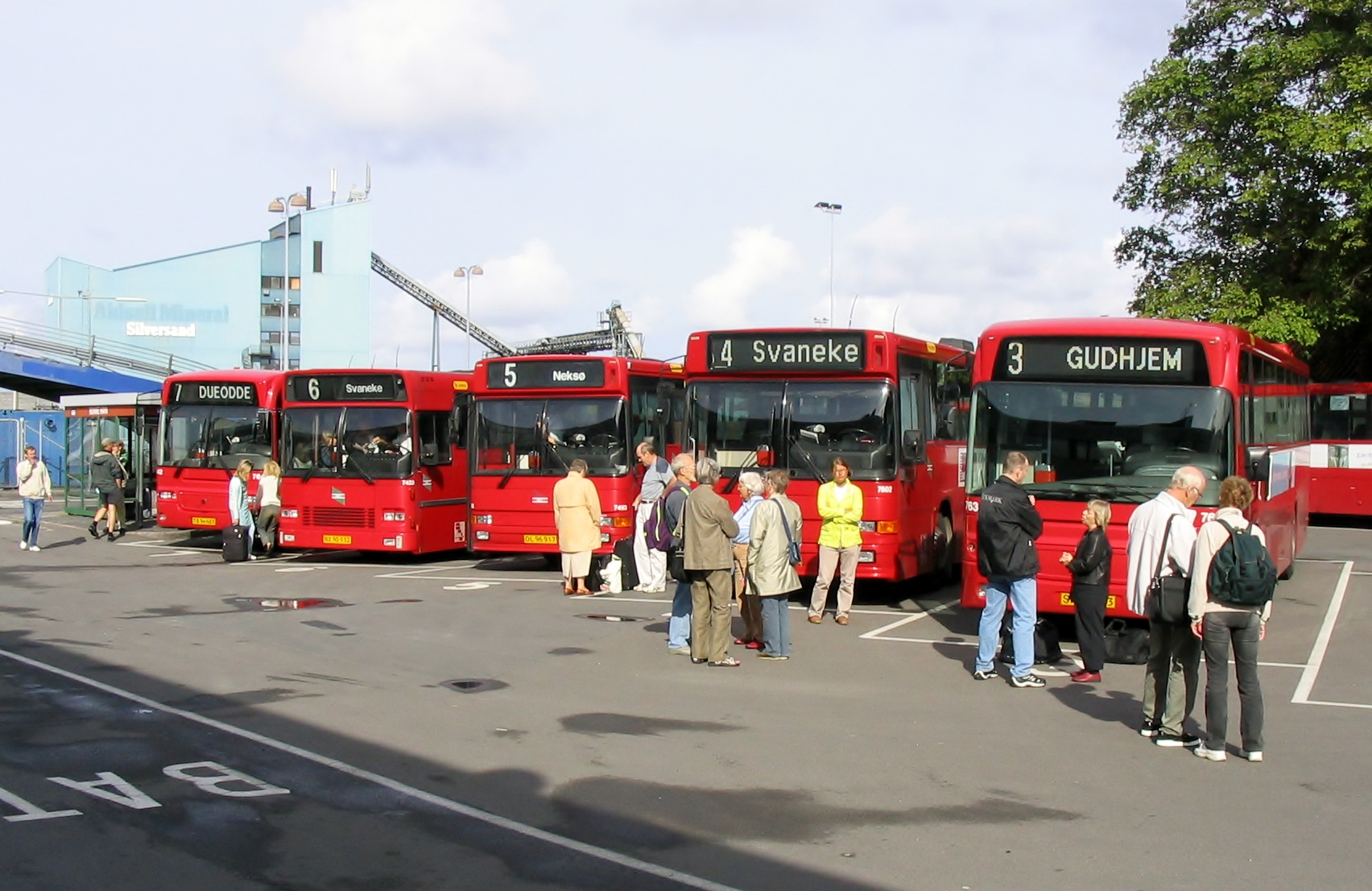
Busknoten für die ganze Insel in Rønne

Die Linienbusse des Unternehmens BAT verbinden regelmäßig alle größeren Ortschaften. In Rønne verkehren zusätzlich Stadtbusse. Mit den Bussen können auch Fahrräder transportiert werden.

### Radwegenetz
Bornholm überzieht ein dichtes, gut beschildertes Radwegenetz von über 230 Kilometern Länge, das teilweise auf den Trassen der stillgelegten Eisenbahnstrecken angelegt wurde.

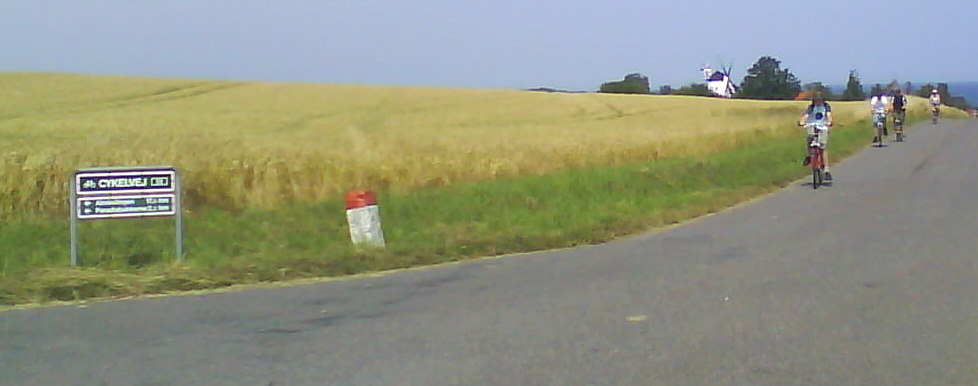
Auf dem Radweg zwischen Nexø und Aarsdale im Osten Bornholms

## Persönlichkeiten
- Aura Dione (* 1985), dänische Popsängerin, wuchs auf Bornholm auf.
- Herbert von Garvens (1883–1953) lebte ab 1932 in Allinge.
- Hans Henny Jahnn (1894–1959) lebte 1934 bis 1950 in Rutsker.
- Martin Andersen Nexø (1869–1954) lebte von 1877 bis 1897 auf Bornholm.

## Sonstiges
- Das Maskottchen der Insel Bornholm ist der 1943 von Ludvig Mahler geschaffene kleine Troll Krølle-Bølle.
- Die Bornholmer Hafenstadt Gudhjem liegt exakt auf dem 15. Längengrad, der der Mitteleuropäischen Zeit (MEZ) entspricht. Diese Zeit wird in Dänemark auch Gudhjem-Zeit genannt. Im Süden der Insel, etwas östlich von Slusegård, schneidet der 15. Längengrad zudem den 55. Breitengrad. Dieser knudepunt ist als Meridianstein durch eine Granitplatte markiert.
- Die durch Coxsackieviren B verursachte Infektionskrankheit Morbus Bornholm (Epidemische Pleurodynie) wurde nach der Insel benannt, nachdem die Krankheit dort erstmals dokumentiert worden war.
- Im Herbst 2000 entdeckte die 18-jährige Teilnehmerin eines Geologiekurses bei Robbedale den Zahn eines Raubdinosauriers, der 2003 als Dromaeosauroides bornholmensis erstbeschrieben wurde. Dies ist der erste Überrest eines Dinosauriers, der jemals in Dänemark gefunden wurde.
- Der dänische Abenteuerfilm für Kinder Der verlorene Schatz der Tempelritter spielt auf Bornholm. Auch die Handlung von Martin Andersen Nexøs Roman Pelle der Eroberer und die gleichnamige Verfilmung sind auf der Insel angesiedelt.
- Im Süden der Insel steht der höchste dänische Leuchtturm Dueodde Fyr.
- Der Grenzübergang Bornholmer Straße in Berlin gilt als der am Abend der Öffnung der Berliner Mauer am 9. November 1989 zuerst geöffnete Grenzübergang.
- Die Spitze des 315,8 Meter hohen Sendemastes bei Rø (Koordinaten: 55° 9′ 36″ N, 14° 53′ 13″ O) ist mit einer Höhe von 431,29 Metern der höchste Punkt Dänemarks (abgesehen von Grönland und den Färöer-Inseln).
- Im Thriller Verheißung (6. Teil der Carl-Mørck-Reihe) vom dänischen Autoren Jussi Adler-Olsen dient die Insel Bornholm als Haupthandlungsort für den Cold Case-Fall und die damit verbundenen Ermittlungen unter anderem mit ausführlichen Beschreibungen der Topographie der Insel.

## Dokumentarfilm
- ARD alpha: Bornholm lebt grün · Eine Insel als Vorbild für Europa (Juli 2023)

## Film

### Über Bornholm
- Zu Tisch auf Bornholm. Ulrike Neubecker, ZDF, Deutschland 2014.[39]
- Rundreise Bornholm. WDR, Deutschland 2018.[40]

### Bornholm als Drehort
- Der verlorene Schatz der Tempelritter, Dänemark 2006
- Schweigeminute. Thorsten Schmidt, Deutschland/Dänemark, 2016.[41]